# Domovinski rat
Domovinski rat bio je obrambeno-oslobodilački rat za neovisnost i cjelovitost Republike Hrvatske protiv agresije udruženih velikosrpskih snaga – ekstremista iz Hrvatske (»pobunjenih Srba«), BiH (posebice Republike Srpske), te Srbije i Crne Gore. U početnim dijelovima rata važnu ulogu u napadima na Republiku Hrvatsku imala je  Jugoslavenska narodna armija (JNA), u to vrijeme još uvijek barem nominalno zajednička vojna sila svih članica SFRJ; koja je međutim u tijeku nekoliko mjeseci reorganizirana u tri zajedničkim zapovijedanjem i opskrbom bitno povezane vojske - Srpsku vojsku Krajine u Hrvatskoj, Vojsku Republike Srpske u BiH, te Vojsku Jugoslavije na području Srbije i Crne Gore.
Domovinskom je ratu prethodila pobuna dijela srpskoga pučanstva u Hrvatskoj – tzv. balvan-revolucija – koja je izbila 17. kolovoza 1990. i zbog koje su se na više strana dogodili manji oružani incidenti.
Na strategijskoj razini Domovinski rat sastojao se od tri etape. U prvoj etapi, do siječnja 1992., izvršena je „puzajuća” vojna agresija na Hrvatsku, koja je bila prisiljena na obranu. Makar se nadao razriješiti sukob političkim i diplomatskim sredstvima, hrvatski državni vrh je poduzeo neophodne korake da osigura opstanak hrvatske države, isprva jačanjem postrojbi policije. Vrh JNA, suočen s međunarodnom situacijom u kojoj se raspada komunistički blok, te gdje unutar same Jugoslavije sukobljeni interesi naroda koji su je sačinjavali vode prema njenoj potpunoj dezintegraciji, odlučio je već 1990. godine pristupiti reorganizaciji, u sklopu aktivnosti nazvanih Jedinstvo-3: tu se sustavno ojačavalo mirnodopske snage JNA raspoređene u dijelovima SFRJ na kojima je očekivala angažman, a smanjila ih na područjima gdje JNA nije očekivala probleme i onima koja su podržavala njezinu političku opciju. Potom JNA odlučuje  - u posve nezakonitoj akciji masovnog dijeljenja vojnog naoružanja i opreme civilima provedenoj početkom 1991. godine - naoružati etničke Srbe u Hrvatskoj (te u BiH), te onemogućiti zakonitim hrvatskim vlastima nadzor nad područjima na kojima bi srpski ekstremisti podizali barikade i organizirali paralelni sustav vlasti. 
Oružani sukobi počeli su u travnju 1991. uz postupno očitovanje naklonjenosti JNA srpskim pobunjenicima, koji su zauzimali selo po selo i gradić po gradić u područjima koja su bila u većoj ili manjoj mjeri nastanjena etničkim Srbima. Od kolovoza 1991. ti su sukobi prerasli u izravnu agresiju iz Srbije, kojom se nastojalo učvrstiti i proširiti područje koje su lokalne snage sastavljene od pobunjenih Srba potpomognutih od JNA uspjele osvojiti vojnim djelovanjima manjeg intenziteta. Naposljetku je Hrvatska pružila dovoljno snažan i uporan otpor agresiji te su uspostavljene čvrste linije bojišta. Na okupiranim područjima, djelovat će od toga vremena pa do kraja rata paradržava imenom Republika Srpska Krajina, koja neće dobiti nikakvo međunarodno priznanje, a čija su sva tri uzastopna predsjednika – Milan Babić, Goran Hadžić i Milan Martić – na Međunarodnom sudu za ratne zločine počinjene na području bivše Jugoslavije osuđeni na dugogodišnje zatvorske kazne, zbog teških i masovnih ratnih zločina protiv ratnih zarobljenika i civilnog stanovništva.
U drugoj etapi, od siječnja 1992. do svibnja 1995., došlo je do zastoja u agresiji i do razmještaja mirovnih snaga UN-a (UNPROFOR-a) duž crta prekida vatre. Za Hrvatsku je to bila etapa diplomatskih nastojanja i pregovora te strpljivog jačanja snaga, uz provedbu operacija taktičke razine u kojima su oslobođeni manji dijelovi teritorija; tu je vjerojatno najznatniji angažman u oslobođenju Dubrovačkog primorja. U ovoj je fazi započeo i Rat u Bosni i Hercegovini, koja vjerojatno ne bi opstala bez značajne potpore Hrvatske; tijekom tog rata je međutim nastao i Bošnjačko-hrvatski sukob.
U trećoj etapi, u svibnju i kolovozu 1995., bile su izvedene navalne operacije u kojima je naposljetku u Operaciji Oluja oslobođen najveći dio okupiranoga područja u Posavini i zapadnoj Slavoniji te na Banovini, Kordunu, u Lici i u sjevernoj Dalmaciji. U mjesecima nakon Operacije Oluja uslijedile su vojne operacije na teritoriju Bosne i Hercegovine, gdje su uz suradnju Armije RBiH i snaga HVO postrojbe Hrvatske vojske u Operaciji Maestral došle nadomak Banja Luke i omogućile mirovne pregovore u Daytonu, koji su rezultirali trajnijim mirom.
Naposljetku je - kao svojevrsna četvrta etapa - preostalo okupirano područje u hrvatskom Podunavlju reintegrirano bez korištenja vojne sile, uz pomoć prijelazne međunarodne uprave (1996. – 1998.). Sklapanje Erdutskog sporazuma u studenom 1995. godine učinilo je nepotrebnim provedbu planirane hrvatske Operacije Grom, te omogućilo okončanje neprijateljstava bez daljnjih žrtava i razaranja.
Najveće ratne žrtva i razaranja pretrpjela je Hrvatska u prvoj etapi. Intenzitet sukoba je u prvoj etapi rata rastao, kako je radikalna srpska politika uspijevala ovladavati mogućnošću da oružanom silom djeluje protiv Hrvatske: u kolovozu 1990. godine nastaju neredi u kojima se blokiraju prometnice u blizini naselja sa srpskim stanovništvom (balvan-revolucija); u ožujku 1991. godine počinju prvi oružani sukobi srpskih pobunjenika - kojima je do tada JNA ilegalno podijelila goleme količine naoružanja i organizirala ih u oveće postrojbe - s hrvatskom policijom; u kolovozu 1991. god. počinju napadi na Vukovar u koju se uključuju krupne oklopne jedinice s masivnom topničkom i zrakoplovnom podrškom; 7. listopada 1991. godine borbeni zrakoplovi JNA raketiraju banske dvore u Zagrebu, u pokušaju da se pobije vrh hrvatske vlasti, a širom Hrvatske pokreću se vrlo agresivne operacije u pokušaju da se posve slomi hrvatsku obranu: tek nakon toga je Hrvatska posve prekinula vezu s jugoslavenskom federacijom: jugoslavenski dinar se i poslije toga stanovito vrijeme koristio kao sredstvo plaćanja (i) u Hrvatskoj, dok nije 23. prosinca 1991. godine zamijenjen hrvatskim dinarom (ISO 4217: HRD; jugoslavenski dinar je razmijenjen u hrvatski dinar prema tečaju 1:1).
U početcima rata iz mjeseca u mjesec postepeno raste spremnost profesionalnog sastava JNA i hrvatskih Srba da sudjeluju u protuhrvatskim oružanim akcijama, dostigavši vrhunac u vrijeme bitke za Vukovar od kolovoza do studenog 1991. god. i bitke za Dubrovnik u isto doba. Oružane snage srpske pobune su organizirane izravnim dodjeljivanjem elemenata JNA, uključujući tu čak i zrakoplovne postrojbe, da služe kao Srpska vojska Krajine, ne prekidajući ni u jednom razdoblju rata opskrbu i dotok zapovjednog kadra iz Srbije - ali i organiziranost Hrvatske da brani svoju suverenost i teritorijalnu cjelovitost: kraj rata 1995. godine nastupa u vrijeme kada se odnos snaga odlučno preokrenuo na hrvatsku stranu.
U ratu je poginulo preko 21 000 ljudi: 13 583 na hrvatskoj strani (uključujući nestale) prema Ivi Goldsteinu ili 15 970 prema Draženu Živiću, znanstvenom suradniku Instituta društvenih znanosti "Ivo Pilar", te 8039 na srpskoj strani, od toga 6760 na područjem pod kontrolom pobunjenih Srba, a 1279 vojnika JNA, prema beogradskim službenim podatcima. Ratom i ratnim razaranjem bilo je obuhvaćeno 54 % hrvatskog teritorija, na kojem je živjelo 36 % hrvatskog stanovništva. Pod okupacijom se našlo 14.760 km2 ili 26% hrvatskog teritorija. Nijedan hrvatski vojnik nije stupio na teritorij Srbije. U prosincu 1991. godine u Hrvatskoj je bilo oko 550.000 prognanika i izbjeglica, a k tome je 150 000 ljudi bilo u izbjeglištvu u inozemstvu.
U obrani Hrvatske sudjelovalo je 5 % žena, odnosno njih 23 080, od kojih je 127 poginulo, a 1113 ostalo trajnim invalidima.
Prema podatcima Državne revizije, izravna ratna šteta u Hrvatskoj u razdoblju 1990.–1999. godine iznosila je 236 431 568 000 kuna ili 65 350 635 000 DEM. Uništeno je 180 000 domova te 25 % hrvatskog gospodarstva.
Kako su se osiguravali uvjeti za život u gradovima i selima blizu bojišnice, broj prognanika i izbjeglica u samoj Hrvatskoj smanjio se s 550 tisuća krajem 1991. na 386 264 u 1995. godini Istodobno je broj izbjeglica u inozemstvu smanjen od 150 na 57 tisuća. Počevši od 1995. godine počinje masovan povratak prognanika i izbjeglica na područja koja su ponovo stavljena pod kontrolu hrvatskih vlasti.
Bitna osobina hrvatskog obrambeno-oslobodilačkog rata jest, da napadač nije pokazivao tek namjeru samo fizički osvojiti ozemlje, nego i volju za potpunim uništenjem identiteta Hrvatske i Hrvata - čovjeka, kulture i povijesti. O tome svjedoče primjerica granatiranja šibenske katedrale i zadarske prvostolnice, dakle objekata goleme kulturalne važnosti, koji se nalaze daleko od bilo kakvih legitimnih vojnih ciljeva ili infrastrukture. Kratki video pregled zbivanja u ratu preko zemljovida.
Međunarodna zajednica je nastojala posredovati radi postizanja mira: prijedlozi su redom uključivali odricanje od dijelova hrvatskog teritorija, ili barem bitnog umanjenja hrvatskog suvereniteta na dijelovima svojeg teritorija; dogovor će biti postignut tek 1995. godine, nakon što je Hrvatska vojska odnijela prevagu na vojnom polju te će uključivati tek amnestiju za one koji su sudjelovali u oružanoj pobuni i jamstvo građanskih i manjinskih prava za hrvatske građane srpske etničke pripadnosti
Vremenski i u praktičnom smislu, domovinski rat se zapravo ne može sagledati posve odvojeno od rata u Bosni i Hercegovini koji se odvijao u isto vrijeme na obližnjem prostoru, s istim agresorom koji je imao jedinstveni cilj - stvaranje Velike Srbije; ta se dva susjedna prostora mora promatrati kao jedinstveno i neodvojivo ratište.
Srbija je organizirala, naoružavala i zapovijedala srpskim snagama u RH i u susjednoj BiH, zbog čega je bila izvrgnuta međunarodnim gospodarskim sankcijama. Kako Hrvatska, kao a ni susjedna BiH, nije odustajala od obrane svojeg teritorijalnog integriteta, Srbija je s vremenom imala sve manje snage financirati ratovanje, a osobito Hrvatska vojska će biti sve organiziranija i bolje opremljena - te će se do 1995. godine odnos snaga dovoljno promijeniti, da se srpskoj strani nanese potpuni poraz, bez izrazito velikih ljudskih žrtava.

## Politički okvir i uzroci rata

### Razdoblje između 1945. i 1980. godine
Kraj Drugoga svjetskog rata označio je i početak nove države, FNR Jugoslavije, koja je bila federativna država pod vodstvom jedne stranke - Komunističke partije Jugoslavije (KPJ), koja kasnije mijenja ime u Savez Komunista Jugoslavije (SKJ).
Nakon 1948. godine FNR Jugoslavija politički se i gospodarski odvaja od zemalja Varšavskog ugovora, te je prisiljena tražiti vlastiti put u polariziranom svijetu.
Glavni teoretičar socijalističke Jugoslavije, po mnogima i osoba utjecajnija od samog Josipa Broza Tita, bio je Edvard Kardelj. Kardelj je, uz Titovu potporu, odlučio iskoristiti situaciju u kojoj se nalazi Jugoslavija (između dva međunarodna bloka), te političkim i strateškim potezima osigurati dovoljno materijalnih resursa kako bi uspostavio socijalističko samoupravljanje. Kako je u teoretskoj premisi komunizma bilo postepeno slabljenje države i prepuštanje uprave društvenoj zajednici, zamišljen je grandiozni projekt najdemokratskije zemlje na svijetu u kojoj su sami proizvođači vlasnici sredstava za proizvodnju. U predodžbama komunističke nomenklature stranka na vlasti ionako je predstavljala vizionara, a ne upravljača državom (što nesumnjivo nije odgovaralo stvarnoj situaciji jednog totalitarnog političkog sustava, u kojem je "Partija" bila pokretač svega i arbitar apsolutno svega). Nacionalizam je predstavljao najvećeg protivnika te države, te su Kardelj (Slovenac) i politička elita okupljena oko njega smatrali da se je najveća opasnost za Jugoslaviju centralizam (koji je u Jugoslaviji uvijek imao jak srpski pečat), te da pojedinim republikama treba pružiti što širu samostalnost.
U tada još centraliziranoj zemlji, s državno upravljanom ekonomijom, takvom konceptu usprotivili su se pobornici postojećeg sustava, u prvom redu politička elita SR Srbije pod vodstvom Aleksandra Rankovića, tada jednako utjecajnog kao i Kardelj. Ranković je u toj borbi i politički i fizički eliminiran te je pobijedila Kardeljeva koncepcija.
Unatoč događajima Hrvatskog proljeća 1971., kad se zahtijevalo veću samostalnost SR Hrvatske u odnosu za federaciju, Kardeljev koncept kulminirao je donošenjem Ustava iz 1974. godine.
Ironično je da je ponudio puno više samostalnosti republikama nego što su hrvatski proljećari tražili, iako je sam pokret prethodno bio brutalno ugušen. Ustav iz 1974. omogućio je pojedinim republikama samoodređenje svojim formulacijama o pravu naroda na samoodređenje i o nepromjenjivosti republičkih granica, što će se kasnije pokazati ključnim. Osim toga, tim Ustavom uspostavljene su Organizacije udruženog rada (OUR), kao temeljne društvene zajednice u opreci s državnim aparatom, kroz koje su radnici trebali ostvariti svoja demokratska i proizvođačka prava.
Međutim, taj sustav doveo je i do posvemašnje birokratizacije. Decentralizacija je dovela do gotovo potpuno samostalnog djelovanja republika, a jedan od problema bio je i dvoznačan položaj Socijalističkih autonomnih pokrajina (SAP), Vojvodine i Kosova, koje su istovremeno bile dio SR Srbije ali su imale i poseban položaj unutar federacije. Nezadovoljstvo Srba takvim političkim odnosima u kojima oni nisu vidjeli ostvarenje svojeg nacionalnog projekta dovelo je s vremenom do napetosti unutar Srbije, a kasnijim razvojem i u cijeloj federaciji.
Ustav iz 1974. oslabio je državni aparat Jugoslavije do krajnjih granica, pogotovo nakon smrti Kardelja (1979.) i Tita (1980.), tako da su na kraju Jugoslavije postojali samo odvojeni i suprotstavljeni republički državni aparati (od kojih se osobitom agresivnošću izdvajao onaj u Socijalističkoj Republici Srbiji, na čijem se čelu našao Slobodan Milošević), bez dovoljno jakog centralnog državnog aparata koji bi proveo mirnu dezintegraciju Jugoslavije (što se na primjer dogodilo u Čehoslovačkoj).
Domovinski rat je, kako se pokazalo, bio i otpor staljinističkom licu titoizma. Zbog problema nedostatka vladavine prava u Jugoslaviji, državljani općenito nisu vjerovali u pravnu državu - što je Jugoslavija bila samo donekle - nego su bili skloni raznim vrstama "snalaženja", koja se mogu prepoznati kao korupcija. Početkom 1970-ih titoizam je do kraja ogolio svoje lice. Tito je nakon obračuna s hrvatskim proljećem, priželjkivao stabilnost, odnosno nastavak "zlatnog doba" titoizma, premda je to "zlatno doba" financirano odljevom radne snage u inozemstvo (kako bi onda mogla slati "čvrsti" konvertibilni novac natrag svojim obiteljima i tako potpomagati ekonomiju) i rastom inozemnog duga. Konzervativni komunisti htjeli su da se sustav vrati na kruti staljinistički titoizam iz poraća drugog svjetskog rata. Liberalniji komunisti mlađe generacije naginjali su socijal-demokraciji i proeuropskim reformama. Netolerantni totalitaristi kakvi su bili, komunistički konzervativci svoja su htijenja htjeli nametnuti oružjem. Početkom 1990-ih udružili su se sa Slobodanom Miloševićem, zbog čega snose krivicu za krvavi raspad Jugoslavije.

### Razdoblje poslije 1980. godine
Nakon smrti Josipa Broza Tita postupno su do izražaja došle razlike između jugoslavenskih republika oko ustroja i opstanka federacije. U Srbiji se širilo nezadovoljstvo Ustavom iz 1974. zbog statusa autonomnih pokrajina Vojvodine i Kosova, te općenito zbog činjenice da se u Jugoslaviji kakva je bila ne realiziraju u dovoljnoj mjeri srpske nacionalne težnje. Postupno se oblikovalo stajalište o (tobože) neravnopravnom položaju i zakinutosti Srba i Srbije. Ono je prvotno iznešeno u akademskim krugovima (za širu javnosti tada neobjavljeni Memorandum SANU, koji je u suštini predstavljao pokušaj da se velikosrpski koncept iskaže na jedan naizgled prihvatljiv način) odakle se proširilo u javnost. Oživljeni su i tradicionalni nacionalistički mitovi te postavljeni službeni zahtjevi za drugačijim položajem pokrajina, ali i neslužbeni (u komunizmu se "neslužbeno" može zahtijevati jedino ono što Partija dozvoljava zahtijevati, ako se ne želi riskirati zatvor) zahtjevi iz Srbije za ujedinjenjem svih Srba u jednu teritorijalnu cjelinu, u početku kroz traženje uspostave autonomnih pokrajina na području Hrvatske. U tom kontekstu Hrvati su opetovano bivali optuživani za genocid nad Srbima u Drugom svjetskom ratu te za diskriminaciju nad Srbima u Hrvatskoj, koja se navodno nastavila i u Socijalističkoj Republici Hrvatskoj. Jedna od točaka razdora u Hrvatskoj bila je i rasprava o amandmanu na Ustav SR Hrvatske o jeziku, što ju je 1985. potaklo Predsjedništo SRH, tražeći da se dotadašnja formulacija po kojoj je „u javnoj upotrebi hrvatski književni jezik, standardni oblik narodnoga jezika Hrvata i Srba u Hrvatskoj, koji se naziva hrvatski ili srpski jezik“, promjeni u formulaciju da je „u službenoj upotrebi hrvatski ili srpski jezik.“ Rasprava se o tome posebno rasplamsala 1988. kad je to pitanje došlo na dnevni red Sabora.
Nakon Drugog svjetskog rata se postupno preobražavala JNA iz "ideološki jednake" vojske u srpsku imperijalnu silu. Proces je bio dugotrajan i sustavan. Odvijao se na jezičnom polju, u promjenama nacionalnog sastava upravnog i zapovjednog časničkog zbora koji je bivao u sve većoj mjeri popunjen Srbima i Crnogorcima. Intenzivirao se 1980-ih, a vrhunac povećavanja udjela Srba u ukupnom časničkom zboru će biti 1986. – 1990. (Memorandum SANU, preustroj oružanih snaga u 2. polovici 1980-ih), kada je udjel dosegao 70%, osobito na razini višeg časničkog zbora.

### Slobodan Milošević dolazi na vlast i ruši klimavu ravnotežu snaga u Jugoslaviji
Godine 1987. na čelo SK Srbije došao je Slobodan Milošević, koji je ubrzo prepoznat u Srbiji kao osoba koja može riješiti pitanje Kosova i položaja same Srbije u federaciji. Njemu u podršku, od ljeta 1988., organiziraju se masovni mitinzi po svim većim gradovima u Srbiji, na kojima se zahtijevalo preuređenje Jugoslavije (tzv. antibirokratska revolucija). Pošto je pritiscima ishodila smanjenje ovlasti pokrajina (a Kosovu vratila i naziv Kosovo i Metohija), te promijenila političko vodstvo pokrajina, a onda opet nasilnim putem i vodstvo SR Crne Gore, te na taj način osigurala četiri glasa (od osam) u saveznim institucijama, Srbija je svoja stajališta pokušala nametnuti i ostalim republikama. Na udaru te promidžbe najprije su se našle SR Slovenija i SR Hrvatska, koje su zagovarale preustroj Jugoslavije na konfederalnom načelu. Već prije demokratskih izbora 1990., iz Beograda je bilo poticano protuhrvatsko raspoloženje kod Srba u Hrvatskoj, što se očitovalo prilikom organizacije mitinga posebice u Kninu.
Nakon izbora, pod optužbom da je na djelu obnova ustaštva, u kolovozu 1990. uslijedila je i njihova otvorena pobuna (tzv. balvan-revolucija), koja je imala podršku vodstva Srbije i Crne Gore, te logističku potporu srpskog dijela JNA. U svojim nastojanjima Srbija se najviše oslanjala na saveznu vojsku, u kojoj su Srbi tradicionalno bili natprosječno zastupljeni. Postupna preobrazba JNA u srpsku vojsku započela je prije višestranačkih izbora 1990. Vojni vrh bio je krajnje nepovjerljiv prema sve očitijim znakovima promjena u Europi potkraj 1980-ih, jenjavanja hladnog rata između SAD i SSSR, padom Berlinskog zida kao i raspadom istočnog bloka. Vremenski podudarno s otvorenim srbijanskim zahtjevima za preustrojbom federacije, JNA je provela i vlastiti preustroj.
Potkraj 1988. dotadašnji vojni ustroj, koji je odražavao federalni ustroj države, zamijenjen je novim. Umjesto armijskih oblasti, koje su se uvelike poklapale s republičkim granicama, uvedena su vojišta i korpusi koji su teritorijalnim obuhvatom potpuno zanemarili republičke granice. Povrh toga, JNA je 1990. nakon održavanja višestranačkih izbora u Hrvatskoj oduzela oružje namijenjeno teritorijalnoj obrani (TO), posebnoj sastavnici obrambenoga sustava koja je bila u isključivoj nadležnosti republika. Hrvatskoj je na taj način oduzeto oružje kojim je TO mogla naoružati 200.000 ljudi. Tako je Hrvatska, bez obzira na visok moral ljudstva, bila suočena s nedostatkom ratne tehnike i sredstava za obranu. Protivnik je raspolagao nadmoćnom ratnom tehnikom, no raspršenom po skladištima i vojarnama, dijelom i na hrvatskom teritoriju. I vojnički i časnički kadar bio je još višenacionalan, a u provedbi velikosrpskih planova JNA je mogla računati pretežno na pripadnike srpske nacionalnosti. Zbog toga je vojni vrh dvojio kojoj se od dviju mogućih varijanata prikloniti:
- vojnom protiv svih republika i uspostavi unitarne Jugoslavije pod čvrstom rukom
- ili pak ostvarenju velike Srbije, s teritorijem manjim od Jugoslavije, koja će obuhvatiti sva područja u kojima živi srpsko stanovništvo, dakle i znatne dijelove Hrvatske.

Čini se da su sve do sredine 1991. obje varijante bile otvorene. Kada pristaše vojnog udara nisu dočekali ostvarenje sličnih planova u Sovjetskom Savezu i očekivanu potporu Moskve, prevladala je velikosrpska varijanta. JNA je sve otvorenije pristajala uz srpske pobunjenike u Hrvatskoj, pristupila je izvlačenju ljudstva i tehnike iz otpisane Slovenije i "nepodobnih" dijelova Hrvatske i njihovu premještanju u "sigurna" područja Hrvatske i BiH. 17. travnja 1991. Sabor Republike Hrvatske donio je Deklaraciju o osudi Narodne skupštine Republike Srbije zbog miješanja u unutarnje stvari Republike Hrvatske kojom poziva Narodnu skupštinu Republike Srbije na prestanak velikosrpskoga projekta. 19. svibnja 1991. održan je referendum u Hrvatskoj u kojem se, unatoč srpskom bojkotu, 93% glasača izjasnilo za istupanje iz Jugoslavije. 25. lipnja hrvatski je sabor potom donio odluku o samostalnosti države i razdruživanje iz Jugoslavije. Na nagovor EEZ, odluka je zamrznuta na 3 mjeseca.
Krajnji izraz samovolje i očiti iskaz nastojanja da se saveznu državu u cijelosti podredi partikularnim srpskim interesima iskazan je u srbijanskom upadu u monetarni sustav SFRJ u prosincu 1990. godine: na prijedlog Vlade ("Izvršnog veća") Srbije, Skupština te republike je 28. prosinca 1990. godine donijela set tajnih (!!) zakona kojima je odobren upad u monetarni sustav Jugoslavije, gdje se u optjecaj pustilo - bez znanja saveznih vlasti (uključivo Narodnu banku Jugoslavije, koja je bila jedina ovlaštena za puštanje novaca u optjecaj) - 18.243 milijuna tadašnjih dinara, tj. protuvrijednost tadašnjih 1,8 milijardi dolara, a radi rješavanja teških problema u poslovanju najvećih srbijanskih poduzeća. Taj je potez teško narušio ionako nestabilno gospodarsko stanje u Jugoslaviji.

### Međunarodna zajednica
Međunarodna zajednica nije prouzročila rat, no valja reći da je do 1991. godine stav skoro svih međunarodnih čimbenika bio da Jugoslaviju treba očuvati. Ova činjenica, kao i sporost EEZ ili UN-a u donošenju odluka, doveli su do izostanka reakcije u početku naleta transformirane JNA transformirane u srpsku vojsku, u suradnji s paravojnim postrojbama Srba u Hrvatskoj. Stoga je zapravo međunarodna zajednica ozbiljno zakasnila uključiti se u procese raspada SFRJ, neosnovano procjenjujući da postoji nekakav način da ta državna zajednica ostane na okupu.
Republika Hrvatska u to je vrijeme bila neželjeno dijete svih velikih zapadnih država, uključujući SAD. Tadašnji ministar u Vladi RH Davorin Rudolf, koji je u pratnji Predsjednika Republike Franje Tuđmana, ili osobno u funkciji ministra vanjskih poslova, obavio tijekom 1990. godine i u prvoj polovici 1991. razgovore s državnicima u Italiji, Vatikanu, Austriji, Mađarskoj, Velikoj Britaniji, Sjedinjenim Američkim Državama, Kanadi, Grčkoj, Bugarskoj i Čehoslovačkoj - svjedoči 2019. godine: "Nijedna vlada nije službeno podržavala neovisnost Hrvatske i Slovenije. Državu smo proglasili sami."
Kad je Hrvatska proglasila neovisnost 25. lipnja 1991. godine Davorin Rudolf je nakon svečanosti u Saboru sazvao sve strane diplomatske predstavnike koji su djelovali u Zagrebu u Ministarstvo vanjskih poslova u Visokoj ulici u Zagrebu, uručio im engleske prijevode dokumenata o neovisnosti, te ih pozvao na večernji prijem u zagrebački hotel Intercontinental. Niti jedan od tih diplomata nije ništa rekao; tek kad su svi odlazili, njemački generalni konzul Hans Julius Bolt diskretno je rekao Rudolfu da nitko od stranih predstavnika neće doći na taj prijem, među ostalim ni on, jer je dobio takav naputak svoje Vlade. Te se večeri na prijamu pojavio jedino austrijski počasni konzul Berlaković (hrvatskog podrijetla) te brzo nestao. Svoj stav prema mogućnosti hrvatske neovisnosti iskazao je Zapad uvođenjem embarga EEZ na uvoz oružja u SFRJ 5. srpnja 1991. godine - u situaciji kada je međunarodna zajednica lako mogla vidjeti da je srpska strana izrazito dobro naoružana oružjem JNA i Teritorijalne obrane (uključujući tu i oružje Teritorijalne obrane same Hrvatske), dok Hrvatska ima tek nešto pješačkog naoružanja.
Tijekom 1991. godine pripadnici stranke Gianfranca Finija MSI posjetili su Srbiju i dogovarali prodaju hrvatskih teritorija s miloševićevcima. Trgovanje Zapada na štetu Hrvatske i Hrvata, a radi prikupljanja političkih bodova nastavilo se do samog kraja rata.
Međutim je međunarodna zajednica u želji da prekine ratni sukob i konfrontirana s izrazito agresivnim držanjem srpske strane od 15. svibnja 1992. god uvela međunarodne sankcije protiv SR Jugoslavije, koje će postupno - kako je vrijeme protjecalo u nespremnosti srpske strane da okonča rat bez ostvarivanja nekih maksimalističkih ciljeva - objektivno omogućiti Hrvatskoj da se bolje organizira, obnovi rad svojega gospodarstva i ojača svoje oružane snage; uz istodobni rast nestašica koje su trpjeli Srbija, Crna Gora, područja pod kontrolom Srba u BiH i Hrvatskoj, te uz nemogućnost tih entiteta da na odgovarajući način financiraju i opskrbljuju svoje vojne snage.
I tijekom narednih godina, angažmani međunarodne zajednice su težili sklapanju mira u kojem bi Hrvatska bila teško oštećena. Velika Britanija je uskladila svoj prijedlog sa Slobodanom Miloševićem. Glasio je da se teritorij Baranje i istočne Slavonije proglasi kondominijem Hrvatske i Srbije. Varijacija prijedloga bila je da Hrvatska ustupi Baranju i dio istočne Slavonije Srbiji, a onda može zadržati preostali prostor istočne Slavonije. Komadanje Hrvatske nije bilo gotovo ovim prijedlogom: Hrvatska je trebala po tome izići u susret strategijskim interesima bosanskih Srba i dati im pojas teritorija u širini od 20 kilometara jugoistočno od Županje radi ojačanja koridora do Beograda, a Hrvatska bi zauzvrat dobila pojas teritorija sjeverno do Dubrovnika radi ojačanja njegova zaleđa. Ni na tome se nije stalo: Hrvatska bi se trebala odreći Prevlake i teritorija do Molunta - Crnoj Gori Prevlaka, a bosanskohercegovačkim. Srbima uski koridor na Jadran. Ti su drski prijedlozi bili dani još 1994. kad se situacija strateški okretala u hrvatsku stranu: po svjedočenju ondašnjeg hrvatskog ministra vanjskih poslova Mate Granića, u New Yorku mu je lord David Owen izjavio "da nije moguće postići reintegraciju okupiranih područja bez teritorijalnih ustupaka Hrvatske." Britanske su ponude bile upućene putem kod hrvatskih diplomata u UN-u.
Američki mirovni posrednik Richard Holbrooke bijesno se protivio reintegraciji Hrvatskog Podunavlja kad je to tražio hrvatski predsjednik Tuđman, jer da će mu to "srušiti čitav njegov (Holbrookeov) projekt", što je jasno zapisano u Holbrookovim memoarima; uz to protivio se hrvatskom entitetu u BiH, prijetio Hrvatima i Bošnjacima udarima (na Hrvatsku i BiH) kad su htjeli potisnuti velikosrpski projekt Republiku Srpsku sa zapada BiH.
EZ je odigrala koncem kolovoza 1991. bitnu ulogu utemeljenjem Mirovne konferencije o bivšoj Jugoslaviji. Time se međunarodno institucionaliziralo "jugoslavensku krizu" i odluke ove konferencije jasno su velikosrpsku agresiju označile kao međunarodni sukob, razbivši pravno svaku tezu o "građanskom ratu".
Europska zajednica oštrije se je postavila tek jeseni 1991., kad je objema stranama, i agresoru - Srbiji i velikosrpskim pobunjenicima i žrtvi - Hrvatskoj, zaprijetila sankcijama: sankcijama je zaprijetila stranama koje do 5. studenoga 1991. ne pristanu na najnoviji prijedlog mirovnoga plana. To je bio prijelaz s neobaveznog posredništva na ultimativno arbitriranje. No to je već bilo kasno, jer je UN već od kraja listopada 1991. postao glavnim posrednikom u pokušaju zaustavljanja sukoba. Uključenje UN-a poslužilo je za razbijanje nepovjerenja srpske strane koja je smatrala EZ produženom rukom njemačkog ekspanzionizma.
Na zauzimanje diplomacije SFR Jugoslavije u raspadu, Vijeće sigurnosti Ujedinjenih naroda je 25. rujna 1991. godine proglasilo Embargo na uvoz svih vrsta oružja i vojne opreme u Jugoslaviju. S obzirom na to da je srpska strana ovladala glavninom arsenala JNA, ta će mjera u narednim godinama otežavati nastojanja Hrvatske da na odgovarajući način opremi svoje oružane snage. Mjera će imati još jači utjecaj na rat u Bosni i Hercegovini, gdje su vlasti u Sarajevu tek uz znatne poteškoće (i samo putevima preko Hrvatske) dolazile do naoružanja. Diplomatska aktivnost srpske strane je uspjela tu mjeru UN održati na snazi do kraja rata, makar je BiH uz pomoć islamskih zemalja više puta stavljala pitanje njenog ukidanja pred tijela UN.
11. prosinca 1991. Ukrajina je priznala Hrvatsku. To je važno jer je Ukrajina bila prva članica Ujedinjenih naroda koja je priznala Hrvatsku i prva iz slavenskog bloka zemalja SSSR-a. Prije su Hrvatsku priznale samo Slovenija i Litva.

## Razoružavanje Hrvatske i naoružavanje hrvatskih Srba
Vidi također članak: Razoružanje Teritorijalne obrane SR Hrvatske 1990.
Nakon što je veljači 1990. vrh JNA predvidio raspad Varšavskog ugovora, u 5. vojnoj oblasti je 19. travnja odlučeno da se do 30. lipnja 1990. razradi varijanta moguće uporabe snaga 5. vojne oblasti.
Sredinom svibnja 1990. godine Jugoslavenska narodna armija je - sukladno odluci Saveznog sekretarijata za narodnu obranu (tj. federalnog ministarstva obrane) od 14. svibnja 1990. god. - naredila da se cjelokupno naoružanje Teritorijalne obrane pojedinih saveznih jedinica prenese u vojarne i skladišta pod nadzorom JNA.
U Hrvatskoj su republičke vlasti pod kontrolom Saveza komunista Hrvatske spremno surađivale u provođenju te odluke i aktivno doprinijele razoružavanju SR Hrvatske. Inače je Savez komunista Hrvatske bio izgubio na parlamentarnim izborima održanima 27. travnja (prvi krug) i 6. svibnja (drugi krug) 1900., ali u trenutku razoružavanja TO SRH još nije bio konstituiran višestranački Sabor s HDZ-ovom većinom, niti je bila izabrana nova vlada Franje Tuđmana. Inače su u vlastitom razoružavanju na sličan način surađivale vlasti susjedne BiH, ali su se republičke vlasti Slovenije uspješno suprotstavile nastojanju JNA da razoružaju teritorijalne postrojbe te federalne jedinice.
Na taj način je Hrvatska praktično u cijelosti razoružana; ostao je Hrvatskoj na raspolaganju tek manji broj pušaka i pištolja u posjedu policijskih ustanova.
Čak i nešto prije svibnja 1990. godine JNA je počela, s druge strane, ilegalno dijeliti oružje pripadnicima srpske etničke zajednice. Intenzitet takvog dijeljenja oružja (pješačko naoružanje koje su etnički Srbi dobivali da ga drže po kućama) i istodobnog organiziranja postrojbi sastavljenih isključivo od etničkih Srba, koje nisu bile podložne zapovijedanju službenih struktura Teritorijalne obrane Socijalističke Republike Hrvatske rapidno je porastao nakon što je oduzeto oružje hrvatske Teritorijalne obrane: izgleda da je baš to oružje koje je oduzela legalnoj TO, JNA dijelila nelegalnim postrojbama koje je na terenu formirala u svrhu pripreme predstojeće srpske pobune, kojoj će za cilj biti provođenje političkog programa lapidarno izraženog maksimom "svi Srbi u jednoj državi". Te su postrojbe etničkih Srba potom, uglavnom baš pod nazivom "Teritorijalna obrana", ugrađivane u brigade nelegalne tzv. "SAO Krajine" i poduzimale oružane akcija radi odcjepljenja dijelova Hrvatske s iole znatnijim postotkom srpskog stanovništva (u Slavoniji se nastojalo od Hrvatske odcijepiti prostrana područja na kojima je živjela približno četvrtina Srba). Nastojanja hrvatske policije da spriječi djelovanje tih postrojbi redovito - uz djelovanje svojih oklopnih postrojbi - sprječava JNA, koja je na terenu tobože prevenirala sukobe između hrvatske policije i rastuće pobune dobro naoružanih hrvatskih Srba (koje je JNA sama naoružavala i opskrbljivala), čime je u pravilu spašavala pobunjenike od potpunog poraza.
Nakon što je Hrvatskoj oduzeto oružje TO, JNA i služba Državne bezbednosti (dio MUP-a Srbije) je tijekom travnja 1991. preko pripadnika poticala djelovanja političkih stranaka koje su okupljale mještane srpske nacionalnosti s ciljem širenja nepovjerenja prema mještanima drugih nacionalnosti. U Podunavlju i Baranji 13. svibnja 1991. hrvatska je policija zatekla osobe koje su krijumčarile oružje u hrvatska sela sa srpskim stanovništvom, a tijekom lipnja i srpnja 1991. godine u više navrata zabilježeno je prevoženje oružja i streljiva iz Republike Srbije u sela u Hrvatskoj, u čemu su sudjelovali brojni mještani srpske nacionalnosti iz tih sela. Ti su poslije sudjelovali u oružanoj pobuni, a oružje su skrivali u privatnim kućama kasnijih sudionika, čekajući zapovijed za napad.

## Oružana agresija
Nakon razoružanja Teritorijalne obrane SR Hrvatske glavni cilj Hrvatske bio je pregovorima dobiti na vremenu kako bi se unovačile i naoružale barem policijske snage.
Već u ljeto 1990. izravno staje na stranu srpskih pobunjenika, neposredno nakon izbijanja balvan-revolucije. Hrvatska je tada iskusila grubi zador u svoj suverenitet, kad je zrakoplovstvo JNA (JRV) interveniralo protiv hrvatskog MUP-a. Tog 17. kolovoza 1990. MUP RH poslao je prema Kninu 3 helikoptera s policajcima radi gušenja velikosrpskih nereda (tada još nije bilo izravnih oružanih sukoba između hrvatske policije i srpskih pobunjenika; oni će započeti u ožujku 1991.), a iznad Ogulina su ih presrela 2 zrakoplova MiG-21 JNA (JRV) koji su zaprijetili helikopterima da će ih srušiti ako ne skrenu s predviđene rute i ne vrate se u Lučko.
Nabavivši oružje tajnim kanalima iz inozemstva (među glavnim dobavljačima bila je Mađarska), Hrvatska je potkraj siječnja 1991. raspolagala s približno 30.000 komada uglavnom streljačkog i ponešto protuzračnog i protuoklopnog oružja. Hrvatske snage bile su ustrojene u Zbor narodne garde (ZNG): riječ je bila o lakim postrojbama sastavljenima od pješaštva, uz malu količinu težeg naoružanja i sa skromnom logistikom. Prva brigada ZNG-a osnovana je u Zagrebu ("Tigrovi"), gdje je 28. svibnja 1991. održana i prva smotra (stadion Kranjčevićeva). Dana 26. lipnja 1991. Sabor je donio Zakon o obrani kojim je predviđeno da se hrvatske oružane snage sastoje od ZNG-a i Hrvatske vojske (HV). Naoružavanje je nastavljeno i tijekom 1991., no istodobno su rasle napetosti, a u proljeće su počeli izbijati i prvi oružani sukobi i pale su prve ljudske žrtve. Istodobno sa službenim naoružavanjem Hrvatske, nastajale su i privatno organizirane dobrovoljačke postrojbe, od kojih su najveće bile Hrvatske obrambene snage, organizirane od Hrvatske stranke prave i predvođene Dobroslavom Paragom i Antom Paradžikom.
Nakon što je dokumentirala tajno naoružavanje Hrvatske, JNA je na temelju naredbe Predsjedništva SFRJ od 9. siječnja 1991. o razoružanju paravojnih formacija pokušala razoružati hrvatsku policiju, koja je bila temelj hrvatske obrane. Vojnim postrojbama raspoređenima u Hrvatskoj trebale su podršku pružiti one stacionirane u BiH, te je 17. siječnja 1991. izdana zapovijed Komandi Banjalučkog korpusa da pripremi 329. oklopnu brigadu iz Banje Luke “za marš i borbenu upotrebu” na području Gline, Petrinje i Slunja, te je ta brigada 24. siječnja dobila naredbu da do ponoći istoga dana pripremi sve nužno za mobilizaciju pričuvnog sastava po ratnoj formaciji radi dovođenja u Hrvatsku i za djelovanje s ostalim dijelovima korpusa.
Od provođenja te akcije se u zadnji čas odustalo, zacijelo stoga što jugoslavenski vojni vrh za nju nije imao odgovarajuću potporu kod civilnih vlasti. Sredinom veljače 1991. Štab Vrhovne komande OS SFRJ naredio izradu novog ratnog plana Sutjeska-2. Peta vojna oblast (Sjeverozapadno vojište po ratnom ustroju) promovirana je u “glavno za odbranu SFRJ”. Oblast je ojačana 1. proleterskom gardijskom mehaniziranom divizijom i 252. oklopnom brigadom iz Srbije. Prema njoj su orijentirani Banjalučki i Tuzlanski korpus iz 1. vojne oblasti, kao i Kninski korpus iz Vojnopomorske oblasti.
Tijekom Desetodnevnog rata u Sloveniji krajem lipnja i početkom srpnja 1991. god.  JNA je na granici Hrvatske i Srbije (Vojvodine) 2. i 3. srpnja razmjestila četiri svoje mehanizirane brigade iz Beograda, Srijemske Mitrovice, Subotice i Pančeva, a mobilizacijom rezervista u Srbiji i manjim dijelom u BiH popunjeno je daljnjih 82 postrojbi. Nakon što su 5. srpnja predsjednik SR Srbije Slobodan Milošević i član predsjedništva SFRJ Borisav Jović od generala Veljka Kadijevića i Blagoja Adžića dobili obećanje da će JNA zaposjesti dio teritorija Hrvatske na kojem su u većem broju živjeli Srbi, tj. do crte Karlovac – Plitvice na zapadu, Baranja, Osijek, Vinkovci – Sava na istoku i Neretva na jugu, Komanda 1. (Beogradske) vojne oblasti iza ponoći 7./8. srpnja 1991. izdala je zapovijed za angažiranje snaga u Slavoniji. Plan je bio da glavne snage 1. vojne oblasti - 1. proleterska gardijska mehanizirana brigada, 51. mehanizirana brigada i dijelovi 12. proleterske mehanizirane brigade -  “brzim i energičnim pokretima oklopno-mehanizovanih snaga” izbiju na crtu Virovitica – Pakrac – Kutina. “U slučaju pružanja oružanog otpora u toku nastupnog marša energičnim i brzim dejstvima oklopno-mehanizovanih snaga, uz podršku topništva i zrakoplovstva razbiti paravojne formacije na pravcima kretanja i što pre stići na marševski cilj … odakle biti u gotovosti za dalja dejstva po posebnom naređenju”, pisalo je u zapovijedi. Prodor ovih težišnih snaga trebale su podržati sve snage JNA na okolnim područjima, a u izvršenje akcije je trebalo krenuti 9. srpnja 1991. god. u 4 sata ujutro. Operacija je u zadnji čas odgođena, u kontekstu nastojanja da se otvoreni rat koji je započeo u Sloveniji razriješi političkim dogovorom, u čemu su posredovale zemlje Europske unije. Međutim je vrh JNA posebnom Direktivom - za koju po svemu sudeći nisu znali ne-Srbi u najvišim tijelima tada politički snažno uzljuljane SFRJ - uredilo postupanje nakon povlačenja iz Slovenije. Poduzete su aktivnosti radi daljnjeg ojačavanja efektiva JNA u Hrvatskoj, gdje je odlučeno razmjestiti glavne snage te vojske, a samo je dio snaga ostavljen za obranu prema Albaniji i Bugarskoj (očito se nije smatralo vjerojatnim, da bi iz drugih Jugoslaviji susjednih država mogla doći neka vojna prijetnja), te za gušenje eventualnih pobuna u BiH, Kosovu i Sandžaku. Namjera je bila tijekom narednih mjeseci doći na razinu pripremljenosti koja će znatno nadmašiti ono koju je JNA iskazala tijekom sukoba u Sloveniji, te osigurati neupitnu pobjedu nad Republikom Hrvatskom.
JNA je tijekom 1991. javnosti i medijima plasirala priču o svojoj politici nemiješanja u sukobe, no zapravo je činila suprotno. Pored planiranja državnog udara u Hrvatskoj, zastrašivanja vojnim konvojima, uključivala se ona u vojne akcije u događajima koji su bile izvan legalnog mandata JNA, tj. u policijskim stvarima. Tako je JNA zauzimala položaje između pobunjenih Srba  - koji su bili u cijelosti naoružani oružjem koje im je dala JNA i čije su postrojbe bile organizacijski oslonjene na JNA - i hrvatskih policijskih snaga u trenutcima sukoba. Upravu su tako uspostavljene "tampon zone" zapravo sprječavale hrvatske redarstvene snage intervenirati te na taj način davale pobunjenim Srbima predah i odstupnicu, spašavajući ih od poraza i od toga da ih uhite legitimne hrvatske policijske vlasti. Pored toga, postrojbe JNA su tako pobunjenim Srbima omogućavale učvrstiti svoju vlast na zaposjednutom području, te odatle protjerivati veliku većinu hrvatskog i ostalog nesrpskog pučanstva.
Kako je poslije objašnjavao tadašnji jugoslavenski ministar obrane general Veljko Kadijević, na sjeveru Srbije je formirana udarna snaga, od postrojbi Novosadskog korpusa i Gardijske mehanizirane divizije, sa zadaćom da “oslobodi srpske krajeve u istočnoj Slavoniji” i “bude glavna manevarska snaga Vrhovne komande za prodor ka Zagrebu i Varaždinu”.
Potkraj ljeta 1991. JNA se uključuje u izravne napade na položaje hrvatskih snaga, koje su sada bolje organizirane i naoružane te mogu na terenu parirati srpskim "teritorijalcima". U agresiji sada sudjeluju i dragovoljačke četničke postrojbe ubačene iz Srbije. Smjerovi napada i područja koja je okupirao srpski agresor tijekom jeseni 1991. nedvojbeno upućuju na nakanu da se ovlada svim dijelovima Hrvatske istočno od crte Virovitica - Karlovac - Karlobag, odnosno barem većim dijelom toga prostora pokaže li se taj maksimalistički cilj neostvarivim. Svjetski mediji izvještavali su kako JNA "brani srpsku manjinu u Hrvatskoj", dok su samozvani "branitelji" Srba zapravo napadali hrvatske gradove i sela, Osijek (70% Hrvata, 15% Srba), Vinkovce (80% Hrvata i 11% Srba) i Vukovar (47% Hrvata i 32% Srba).
Početnih mjeseci rata Hrvatska je bila telekomunikacijski raskomadana iznutra i u znatnoj mjeri odsječena od svijeta, što je bilo posljedica raketiranja odašiljača hrvatskog radija i televizije koje su provodili zrakoplova JNA. Time su osobito bili pogođeni dubrovački kraj i Vukovar. Iz tog su razloga Hrvatska pošta i telekomunikacije kupile dvanaest INMARSAT-ovih A terminala. Šest ih je poslužilo MORH-u. Tako su satelitski mobilni telefoni odigrali ključnu ulogu u obrani Hrvatske.
U obrani Hrvatske sudjelovali su ljudi iz cijele zemlje kao i mnogobrojni Hrvati iz BiH i iseljeništva. Iako je ljudski i materijalni teret obrane podnijela cijela zemlja, oružana obrana bila je organizirana po bojištima. Nastanak bojišta i značajke oružane borbe na svakome od njih bili su uvjetovani smjerom i snagom srpskog napada, kao i zemljopisnim i drugim obilježjima napadnutih dijelova zemlje.
U svom ovom vrtlogu našli su se i obični vojnici, ročnici koji su se zatekli na odsluženju obveznog vojnog roka u JNA. Neki nisu mogli lako pobjeći ili otići od JNA koja se sve više uključivala u ratne operacije protiv Hrvatske, jer nisu bili u gradovima, nego u selima, daleko od prometnih veza kojima bi mogli otići svojim kućama ili u inozemstvo na sigurno. Tim mladim vojnicima Hrvati su pomagali pobjeći, organizirano i neorganizirano. Gdje je bilo moguće, organizirano su ih dočekivali te im pomagali da se mogu neometano preodjenuti u civilnu odjeću, da ih vojne vlasti ne bi mogle prepoznati, uhititi ih i oštro sankcionirati zbog bijega. Ti su vojnici bili široka raspona nacionalnih pripadnosti: Hrvati, Muslimani, Albanci, Slovenci, Makedonci, pa i Srbi. Nekima su čak kupovali putne karte (vlak, autobus) da bi se mogli vratiti svojim obiteljima. Svijest o tome postojala je i kod vojnika u hrvatskim postrojbama, koji su znali u kojoj su situaciji ti vojnici, pa zato i nisu ni željeli pucati u vojnike koji nisu pokazivali napadačko ponašanje. Korist je bila obostrana: JNA je tako bila oslabljivana i dodatno demoralizirana, spašeni vojnici (nehrvati) iz drugih republika su stjecali dodatnu pozitivnu sliku o Hrvatskoj i Hrvatima koju su širili u svojim sredinama, kod Srba se tako razbijala indoktrinacija gdje su Hrvati i nova Hrvatska bili demonizirani, odnosno Hrvatska se pokazala uljuđenom zemljom, a spašeni vojnici su se izvukli od sudjelovanja u borbama i mogućoj pogibelji. Ove su situacije ušle i u hrvatsku književnost; u ponešto iskarikiranom obliku, ovo je bilo temom u filmskoj komediji Kako je počeo rat na mom otoku.
U već posve uzavreloj situaciji, ocijenio je vrh Srbije i JNA sredinom rujna da je sazrio čas za opći napad. 19. rujna 1991. godine Komanda 1. vojne oblasti izdaje Direktivu za djelovanje snaga, koja je glasila:
- "Završiti sa mobilizacijom, dovesti jedinice i energično preći u napad glavnim snagama u međurječju r. Drava – r. Sava a pomoćnim (5. K) Okučani – Pakrac – Virovitica i Okučani – Kutina, sa zadatkom: uz avio i art. podršku i sadejstvo sa jedinicama TO okružiti i razbiti snage Republike Hrvatske u Slavoniji, deblokirati jedinice i vojne objekte, izbiti na liniju Našice – Sl. Brod i biti u gotovosti za produženje napada ka Koprivnici i Okučanima."

Spremnost za pokret snaga 1. vojne oblasti bila je u 22 sata 19. rujna, a početak napada 21. rujna.  U napad iz Srbije je trebao krenuti Novosadski korpus s 30 000 ljudi i oko 2690 pripadnika u službama logističke potpore, te 1. Gardijska divizija s 27 000 ljudi i dodatnih 2 200 vojnika u službama logističke potpore. S područja BIH, zadatak Banjalučkog korpusa bio je da glavnim snagama na pravcu Okučani – Daruvar – Virovitica, a pomoćnim na pravcu Okučani – Kutina, odsiječe Slavoniju i u sukladnom djelovanju s Novosadskim korpusom i Gardijskom mehaniziranom divizijom krene prema Zagrebu i Varaždinu. Korpus je ojačan 544. motoriziranom brigadom iz Novosadskog korpusa koja je poslana u Laktaše. Od Kragujevačkog korpusa dobio je 130. motoriziranu brigadu iz Smederevske Palanke, koja je poslana u Bosansku Gradišku, i 46. partizansku diviziju iz Kragujevca. Korpus je 5. vojnoj oblasti pridodao svoju 10. partizansku diviziju iz Prijedora, koji je trebao snagama 5. vojne oblasti koje su se izvlačile iz Zagreba i drugih hrvatskih gradova pomoći da ovladaju prostorom Banovine.
Operacija se planirala provesti u dvije etape. U prvoj etapi, u trajanju od dva-tri dana, plan je bio deblokirati snage JNA u Vinkovcima, ovladati crtom Našice – Slavonski Brod i biti u spremnosti za daljnje djelovanje. U drugoj etapi, u trajanju od četiri-pet dana, planirano je dosezanje crte Suhopolje – Okučani i spremnost za nastavak napada prema Varaždinu i Koprivnici. Dio snaga određen je da blokira granicu prema Mađarskoj i lijevi blok glavnih snaga. Veća naseljena mjesta trebalo je “obilaziti a njihovu blokadu i kontrolu puteva vrše jedinice Teritorijalne obrane”.
Na hercegovačko-dalmatinskom dijelu ratišta planirano u prvoj etapi osvajanje Ravnih kotara, Zadra i Šibenika te ugroza Splita sa zapada. Snage na Kupreškoj visoravni trebale su ovladati širim područjem Livna. Iz istočne Hercegovine planiran je napad na šire područje Dubrovnika i osvajanje južne Dalmacije. U drugoj etapi operacije plan je bio glavnim snagama napasti s crte rijeke Neretve na pravcu Mostar – Split, dijelom snaga na pravcu Drniš – Split, a zadatak zauzeti Split i ovladati Dalmacijom. Cjelokupna operacija trebala je trajati 20-25 dana. U sastav borbenog postroja ušle su sve “zadejstvovane snage JNA i Teritorijalne odbrane na dalmatinsko-hercegovačkom delu teritorije Hrvatske i Bosne i Hercegovine”. Radilo se o 9. korpusu iz Knina, dijelovima 4. korpusa iz Sarajeva, 37. korpusu iz Titova Užica, 2. korpusu iz Titograda, Vojnopomorskom sektoru Boka i dijelu jedinica Teritorijalne obrane s područja Crne Gore i istočne Hercegovine.
Za opsežne planove ofenzive bila je nužna dodatna mobilizacija rezervista. Ukupno se na mobilizacijski poziv odazvalo 67% pozvanih, pa je ratna popuna postrojbi iznosila 73%. Odziv na mobilizaciju bio je različit: u Vojvodini je iznosio 93%, a u Srbiji znatno manje, oko 26%. U postrojbe Ratnog zrakoplovstva s protuzračnom obranom odazvalo se samo 6% pozvanih rezervista.
Hrvatske snage - povezane u elastičnu mrežu lakih postrojbi uglavnom sastavljenih od dragovoljaca - pružile su odlučni otpor napredovanju srpskih snaga, koje su obuhvatile također i sve snage srpskih pobunjenika (kao snage Teritorijalne obrane) u Hrvatskoj. Snagama JNA, koje u tom času očito nisu bile spremne upustiti se u ozbiljne borbe s odlučnim braniteljima, pokazao se hrvatski otpor nesavladivim. U zaleđu oružanih sukoba na bojištima pokrenuta je odlučno važna Bitka za vojarne,  gdje su u rujnu 1991. hrvatske snage, često uz pomoć civilnoga stanovništva, blokirale objekte JNA u cijeloj Hrvatskoj. Pojedine su vojarne bile zauzete uz mnogo zarobljenog oružja (Hrvatska je došla u posjed 240.000 pušaka, 250 tenkova, 400 komada teškog topničkog oružja, veći broj ratnih brodova i mnogo druge vojne opreme koja je do kraja Domovinskog rata predstavljalo tehnički oslonac Hrvatske vojske), a iz preostalih se JNA povukla nakon sporazuma postignutog 22. listopada 1991. godine.
Neke od postrojbi sastavljenih od rezervista s područja Srbije nisu ni stigle do odredišta u Hrvatskoj, a druge su se nakon upuštanja u prve borbe razbježale. Postrojbe iz mirnodopskog sastava ojačane rezervistima su se odlučnije borile, ali uz mnogo dezorganizacije; na taj način je izvršena okupacija dijela područja Hrvatske u blizini granica Srbije i BiH. Stoga su zapovjedništva JNA odmah morale pristupiti prilagodbama planova, te je napad uz tako izmijenjene planove ponovo pokrenut 30. rujna 1991. godine. Zadaće su se sastojale u učvršćivanju kontrole nad područjem s gušćom koncentracijom srpskog stanovništva, na zauzimanje sela i manjih gradova uz već okupirano područje, te na zauzimanje u Vukovara, koji je predstavljao prepreku kompaktnom povezivanju okupiranih krajeva s hrvatske strane Dunava.
Na samom početku listopada se odigrao najteži dio bitke za Zadar u kojoj se nastojalo u cijelosti odsjeći Dalmaciju od ostatka Hrvatske, a nešto kasnije snage JNA dovedene iz BiH (Banjalučku korpus) koje su bile čvrsto ovladale autoputom Zagreb - Lipovac uz rijeku Savu dolaze i nadomak Podravske magistrale - čijim bi presijecanjem prometno odvojili Slavoniju od preostalog dijela Hrvatske. U bitci za Vukovar su u listopadu 1991. god. snage JNA u teškim borbama uzele grad u okruženje. Baš 1. listopada 1991. god. počinje opći napad na blokirani Dubrovnik.
Na drugoj strani se pod okriljem JNA formira 21. rujna 1991. godine tj. istodobno s pokretanjem otvorenog napada JNA iz Srbije i BiH - paradržava "Republika Srpska Krajina". Oružane snage te paradržave - Srpska vojska Krajine - nastaju dodjeljivanjem krupnih postrojbi JNA (koje nastavljaju djelovati u istim vojarnama, stožerima i skladištima, uz isto naoružanje i opremu, te uz u suštinu neizmijenjenu organizaciju, jedino uz popunjavanje rezervistima s područja Hrvatske); tu su uključene znatne oklopne i druge teško naoružane postrojbe, čak i zrakoplovne snage. Ni u jednom trenutku rata nije prestala logistička potpora i dotok zapovjednog kadra iz Srbije, bez kojega SVK i RSK uopće ne bi mogle djelovati. Ta paradržava obuhvaća oko 26% ozemlja Republike Hrvatske - daleko manje od maksimalističkih 70% iz planova ideologa Velike Srbije, ali dovoljno da predstavlja ozbiljnu prijetnju samom opstanku RH: na kraju će se pokazati da je jedina praktična funkcija te ekonomski neodržive i međunarodno nepriznate tvorevine i bila da drži Hrvatsku i njene vojne snage na distanci od veće, važnije i održivije srpske paradržave u BiH od koje je nastala kasnija Republika Srpska.
Srpske snage provode široki teror nad nesrpskim stanovništvom, te masovni zločini poput Pokolja kod Baćina 21. listopada 1991. i Pokolja u Škabrnji 18. studenog 1991. pokreću najveći dio Hrvata i drugih ne-Srba (dakle, oko polovice od približno pola milijuna stanovnika na području RH koje je bio zahvaćeno srpskom okupacijom) da napuste područje pod njihovom kontrolom.

### Istočnoslavonsko bojište
To je bojište obuhvaćalo područje tadašnjih općina Beli Manastir, Osijek, Vinkovci i Vukovar. Strateško značenje toga područja bilo je određeno njegovim položajem uzduž granice sa Srbijom, kojoj je osvajanje najistočnijega dijela Hrvatske bilo nužno za uspostavu mostobrana na desnoj obali Dunava i napredovanje prema zapadu. Tu je Hrvatska bila izložena izravnoj agresiji iz Srbije, uz masovno sudjelovanje JNA te korištenje srbijanskog teritorija za napade. Prvi oružani sukob dogodio se 2. svibnja 1991. kada je - uz sudjelovanje dragovoljaca iz Srbije na strani pobunjenika - u pokolju u Borovu Selu ubijeno 12 hrvatskih policajaca. U svibnju i lipnju 1991. postale su sve učestalije provokacije u istočnoslavonskim selima, a Tenja kraj Osijeka i Mirkovci kraj Vinkovaca postali su glavna pobunjenička uporišta. Preko mosta kod Batine u Baranju su iz Vojvodine 3. srpnja ušli tenkovi JNA i postupno zauzeli ključne točke u tom dijelu zemlje. Početkom srpnja (7. – 9.) postrojbe lokalnih Srba spalile su uz pomoć JNA selo Ćelije kod Osijeka, a potkraj mjeseca prognana je većina Hrvata iz Aljmaša, Erduta i Dalja.
Glavni smjer napada na istočnoslavonskom bojištu išao je srijemskom ravnicom. Naselja s većinskim srpskim stanovništvom poslužila su kao uporišta iz kojih su napadana susjedna sela s većinskim hrvatskim pučanstvom. Srijemska naselja zauzeta su tijekom listopada, uključujući i grad Ilok, odakle je većina Hrvata bila prisiljena iseliti se unatoč nazočnosti promatrača EZ-a.
Već od kraja kolovoza 1991. počeli su napadaji na grad Vukovar, najveće urbano središte na području, čime je došlo do bitke za Vukovar. Vukovar je branilo 700 do 800 pripadnika ZNG-a i oko 1.000 dragovoljaca. Branitelji su bili skromno naoružani, s ograničenim brojem protuoklopnih i protuzrakoplovnih sredstava. Dostava oružja i opreme bila je otežana zbog obruča koji se postupno stezao oko grada pa se nakon pada Marinaca i Bogdanovaca potpuno zatvorio. Unatoč neravnopravnom odnosu snaga – JNA je u opsadi grada angažirala oko 30 tisuća vojnika – branitelji su uništili golem broj neprijateljskih tenkova, izbacili iz stroja tisuće vojnika, vezali na se velike neprijateljske snage te na taj način zaustavili napredovanje. Nakon gotovo puna 3 mjeseca opsade srpske su snage naposljetku zauzele Vukovar 18. studenoga 1991. Nakon ulaska u grad srpske su snage počinile teške zločine. Zbog ubojstva između 255 i 264 ranjenika, civila, branitelja i osoblja iz vukovarske bolnice na Ovčari, optužnice protiv odgovornih oficira JNA podigao je i Međunarodni sud za ratne zločine. Prema popisima žrtava sastavljenima nakon rata, iz reda branitelja i civila u Vukovaru je bilo najmanje 2717 poginulih, od kojih najmanje 32 djece. Prema podatcima Ministarstva branitelja RH iz 2013. tijekom Bitke za Vukovar u gradu i naseljima Bogdanovci, Sotin i Ovčara poginulo je 658 branitelja, a nakon osvajanja grada okupator je pobio još njih 331.
Još tijekom opsade grada su jugoslavenske snage odvodile u logore civile iz Vukovara, pa je tako kroz sabirni logor "Velepromet" na periferiji grada prošlo oko 10 tisuća zarobljenih civila i vojnika. U logoru Stajićevo kod Zrenjanina u Srbiji bilo je zatvoreno oko 1700 zarobljenika - uglavnom vojnika, od kojih je najmanje 17 ubijeno na toj lokaciji. Zarobljenici su smještani također i u zatvore u Srijemskoj Mitrovici (gdje je bilo duže zadržano oko 1500 osoba, a u jednom trenutku njih otprilik4 4000, te u Nišu - ovaj zadnji je bio osobito okrutan te su u njemu zarobljenici bili učestalo izloženi raznim metodama batinanja i ponižavanja.
Nakon pada Vukovara agresorsko topništvo i zrakoplovstvo nastavilo je s napadima na Osijek i Vinkovce, ali poučen vukovarskim iskustvom agresor je odustao od pokušaja da pješaštvom zauzme te gradove. Potkraj studenoga HV uspješno je obranila Nuštar, kojeg je JNA još od listopada pokušavala osvojiti, a sredinom prosinca oslobođen je dio teritorija između Osijeka i Kopačeva. U idućih pet mjeseci, do razmještaja UNPROFOR-a, Srbi su utvrđivali dosegnute crte, nastavili progon nesrpskoga pučanstva te dalekometnim topništvom i dalje ugrožavali Osijek i Vinkovce. Do 12. studenoga 1991. je zbog posljedica granatiranja koje su provodili JNA i velikosrpski teroristi osječka bolnica zaprimila 2600 ranjenih osoba, a ukupno je 370 osoba poginulo kao posljedica ranjavanja od velikosrpskog granatiranja Osijeka.
Istovremeno, u nekim gradovima pod hrvatskom kontrolom, posebice u Osijeku, 1991. i 1992. nestali su ili su ubijeni brojni srpski civili (osobito u prosincu 1991.). U to vrijeme je postojala opasnost od naoružanih civila, posebice snajperista.
Sigurnost naselja u smislu ostanka pod hrvatskom vlašću nije bila sigurna ni za mala naselja niti za veće gradove, čak niti nakon stabiliziranja bojišnice i međunarodnog priznanja Republike Hrvatske. Pored topničkih napada, 10. veljače 1992. velikosrbi su poduzeli i pješački napad na Vinkovce kojeg su hrvatske postrojbe odbile.

### Zapadnoslavonsko i podravsko bojište
Obuhvaćalo je područje općina Novska, Nova Gradiška, Pakrac, Grubišno Polje i Daruvar te djelomice i područja općina Virovitica, Slatina, Orahovica i Požega. Prvi oružani sukob bio je napad na policijsku postaju u Pakracu u ožujku 1991. U iduća četiri mjeseca sve su češća bila miniranja, pucnjave i nemiri, a JNA je sve aktivnije nastupala na srpskoj strani. U kolovozu 1991. otvorena je prava bojišnica, gdje se ZNG suprotstavljao Banjalučkomu korpusu JNA i mjesnim pobunjenicima. U početku rujna bili su okupirani Okučani pa je bio prekinut promet autocestom Zagreb-Lipovac. U Četekovcu, Balincima, Čojlugu i u Voćinu i Humu kod Slatine srpske su snage počinile ratne zločine nad civilnim stanovništvom. U Kusonjama su srpski odmetnici masakrirali zarobljene pripadnike hrvatske vojske i policije. Srpske snage nadzirale su tada Psunj, Papuk i dio Bilogore pa je postojala opasnost presijecanja hrvatskih teritorija od Save do Drave, što bi vjerojatno dovelo do pada cijele Slavonije. U protuudaru HV-a do prve polovice studenoga oslobođena je grubišnopoljska općina, a u prosincu i Bilogora, Papuk i najveći dio Psunja. Oslobodilački nalet zaustavljen je potpisivanjem Sarajevskog primirja 2. siječnja 1992.

### Banovinsko bojište
Obuhvaćalo je općine Hrvatsku Kostajnicu, Sisak, Petrinju, Glinu i Dvor. Od travnja 1991. rasla je napetost, a hrvatska vlast pregovorima i osnivanjem policijskih postaja bezuspješno je pokušavala ovladati stanjem. Nakon što je 25. lipnja 1991. hrvatski sabor donio odluku o uspostavljanju suverene i nezavisne Republike Hrvatske, jedinice JNA započinju s razmještanjem po unaprijed određenim strateškim pozicijama uz objašnjenje da "uspostavljaju tampon zone između pobunjenika koji se nisu slagali sa novom vlašću i ostalog stanovništva". JNA je u Glini zauzela pozicije s 30 oklopnih vozila i kontrolirala policijsku postaju u gradu u kojoj su bili hrvatski policajci. Namjere JNA pokazale su se već u pet ujutro 26. lipnja 1991. kada su dobro naoružani srpski pobunjenici napali policijsku postaju, pri čemu su ubili pet hrvatskih policajaca, a 16 zarobili i odveli u kninski zatvor gdje su mjesecima bili zlostavljani. Napad je osmislio i sproveo Dragan Vasiljković i postoji i snimka na kojoj se nalazi pred policijskom postajom i govori pored osvojenog policijskog BOV. JNA je samo mirno promatrala kako paravojne bande napadaju policiju, a kad je u pomoć stigla postrojba hrvatskog MUP-a za posebne namjene ATJ Lučko koja je vratila postaju pod hrvatski nadzor, oklopnjaci JNA razmjestili su se oko postaje i držali hrvatsku policiju paraliziranom u okruženju, dok su bande srpskih pobunjenika nesmetano uspostavljale kontrolu nad gotovo cijelim gradom. U lipnju i srpnju počeli su progoni hrvatskoga pučanstva. Potkraj srpnja bili su počinjeni ratni zločini nad hrvatskim civilima u naseljima s hrvatskim stanovništvom uz Unu u općini Dvor (pokolji u Kuljanima, Strugi, Bjelovcu, Pecki, Čuntiću, Dragotincu, Skeli kod Gline, Graboštanima, Stublju i Majuru, Gornjem Viduševcu, Baćinu, Kozibrodu), a potom i u Kraljevčanima i Hrastovici kraj Petrinje i Joševici kod Gline, a srpski odmetnici su masakrirali i zarobljene pripadnike hrvatske vojske i policije u Petrinji kod nove bolnice i Zamočama. U kolovozu je ZNG evakuirao Hrvatsku Kostajnicu i branio prazan grad do sredine rujna, kada su ga zauzele srpske snage. Nešto ranije pala je i Petrinja. Potkraj rujna hrvatska obrana stabilizirala se duž bojišnice na rijeci Kupi i više nije bilo većih pomaka. Dalekometnim napadima najviše su bili izloženi Sisak, Sunja i Komarevo, te pokupska naselja na lijevoj obali Kupe.

### Kordunsko bojište
Obuhvaćalo je općine Vrginmost, Vojnić, Karlovac, Duga Resa, Ogulin i Slunj. Geostrateški je to područje bilo osobito važno zbog prometnoga položaja Karlovca, gdje su napadi izravno prijetili presijecanjem hrvatskoga teritorija. U srpnju 1991. u Krnjaku i u kolovozu u Budačkoj Rijeci (kod Plitvica) bili su napadnuti policajci, a oko Topuskoga i okolnih sela postupno se stezao obruč. Tijekom rujna bio je opkoljen Slunj, no obrana se održala do studenoga. Padom Slunja u četničke ruke, otvorio se prostor za djelovanje ratnim zločincima. Srpski odmetnici su počinili masovne pokolje u Lipovači, Klancu, Skakavcu i Brešanima.
U teškom je položaju bio i sam grad Karlovac, zbog prijetnji iz brojnih vojarni u gradu i oko njega te neprestanoga granatiranja. Uspješno je obranjen, iako je bojišnica sve do 1995. ostala u predgrađu.
12. studenoga 1991. su velikosrpski MiG-ovi raketirali gradić Ogulin, a poslije je uslijedio pokušaj proboja pješaštvom. U to vrijeme je taj gradić od 10.525 stanovnika zbrinjavao 1600 hrvatskih izbjeglica s Korduna. 28. listopada 2011. PU karlovačka policija je po završenoj istrazi utvrdila dio počinitelja ratnih zločina nad Hrvatima.

### Ličko i gacko bojište
Ličko je bojište obuhvaćalo općine Gračac, Korenica i Donji Lapac, zahvaćene pobunom već u jesen 1990., te Gospić i Otočac. U početku travnja 1991. došlo je do oružanog sukoba na Plitvicama ("Krvavi Uskrs"), koji je odnio prve žrtve u Hrvatskoj. U svibnju i lipnju 1991. zaredali su nemiri na području između Gospića i Gračaca. Oko Gospića, Otočca i Ličkog Osika bili su razmješteni srpski tenkovi i topništvo i uskoro su počeli napadi. Dio srpskih civila odlazio je na obuku u vojarnu JNA, a dio njih je i izostajao s posla zbog toga. JNA se u početku "postavljala" između sukobljenih strana, iako je to bio posao policije, a ne vojske, kojoj je bila zadaća obrana od vanjskog neprijatelja. Postavljanjem između je JNA zapravo davala predah i mogućnost uzmaka srpskim odmetnicima, odnosno, omela je u radu hrvatsku policiju u protuterorističkim aktivnostima. Vremenom su ta ometanja bila sve veća, da bi se na koncu JNA otvoreno stavila na stranu srpskih odmetnika i srpskih paravojnih postrojbi unovačenih u Srbiji, BiH i Crnoj Gori.
Bitka za Gospić bila je vrlo upitnog ishoda, i malo je nedostajalo da grad padne u ruke srpskih odmetnika i JNA Velikosrpski napadačima na Gospić su u pomoć došli i ozloglašeni srbijanski kriminalci. Polovicom rujna predale su se hrvatskim snagama vojarne u Perušiću i Gospiću, no druga gospićka vojarna osvojena je istom nakon višednevnih borbi.
Vremenom su okolo Gospića i u Gospiću djelovale paravojne postrojbe pobunjenih Srba i dragovoljaca iz Srbije ("beli orlovi"), kao i specijalnih postrojba JNA iz Niša, koje su u svojim upadnim i izviđačkim akcijama ubijali hrvatsko stanovništvo, svjesno pokušavajući izazvati strah i demoraliziranje mještana odanih Hrvatskoj. O tome koliko je bitka bila teška i kako je bilo vrlo blizu da će Gospić pasti u četničke ruke je svjedočio ondašnji predsjednik hrvatskog Sabora, kasniji hrvatski predsjednik, Stipe Mesić.
U listopadu su srpske snage spalile hrvatska sela i počinile masovne ratne zločine u selima Lovincu, Svetom Roku, Širokoj Kuli, Vagancu, a u studenome u Poljanku, Saborskom, Vrhovinama i Dabru. S druge strane, dogodio se gospićki slučaj, gdje su pripadnici hrvatskih snaga počinili značajni zločin nad zarobljenicima i civilima srpske nacionalnosti.
Sigurnost u smislu ostanka pod hrvatskom vlašću nije postojala ni nakon stabiliziranja bojišnice nakon primirja u siječnju 1992. godine. Velikosrbi su i kasnijih godina pokušavali zauzeti hrvatski teritorij, kao što je to bilo 7. srpnja 1993., kad su duž cijele ličke bojišnice pokušavali napadima pješaštvom probiti hrvatske obrambene crte.

### Istarsko bojište
U usporedbi s ostatkom Hrvatske, Istarski poluotok bio je najmanje izložen ratnim djelovanjima, no nije bio pošteđen srpskih napada. Dana 21. prosinca 1991. godine JNA je sa sedam borbenih zrakoplova MIG 21, raketirala i bombardirala kasetnim bombama zračnu luku „Crljenka” u Vrsaru, ubivši pritom četvoricu.

### Sjevernodalmatinsko bojište
Obuhvaćalo je zadarsko, šibensko i splitsko područje sa zaleđem. Jedan od strateških agresorskih ciljeva bio je izlazak na Jadransko more pa su sve ratne akcije u dalmatinskom zaleđu svoju konačnicu trebale imati na obali. Pritisci na Hrvate i njihov progon iz Knina počeli su već u proljeće 1991. Tijekom ljeta i jeseni 1991. teror i opća nesigurnost proširili su se cijelim područjem.
Stvarni simboli otpora i stradanja bila su sela Kijevo kraj Knina i Kruševo kraj Obrovca. Oružane provokacije postupno su prerasle u topničke udare po dalmatinskim gradovima. Na zadarskom području stanje je postalo kritično polovicom rujna pošto je bila razbijena obrana Pridrage i Novigrada, a jugoslavenska mornarica potpuno je blokirala morski prostor. Nakon povlačenja s Masleničkog mosta i njegova rušenja, jedina veza Dalmacije s ostatkom Hrvatske održavala se preko otoka Paga. Održanje i osiguranje te prometnice bilo je ključno za obranu cijele Dalmacije. Obrana Šibenika bila je uspješnija zbog osvajanja topničkih položaja na Žirju i na Zečevu.
Ratni zločini pri etničkom čišćenju nisu zaobišli ni ove krajeve: srpski odmetnici uz pomoć JNA su počinili masovne ratne zločine u Škabrnji, Nadinu i Bruškoj.

### Južnodalmatinsko bojište
To je bojište obuhvaćalo područje općina Ploče, Metković i Dubrovnik. Trajna geostrateška nepogodnost toga dijela Hrvatske mala je dubina teritorija. Agresija se ondje nije odvijala po uobičajenome modelu koordiniranog djelovanja mjesnih Srba i JNA. To je područje bilo izloženo napadima iz istočne Hercegovine, a potom i iz Crne Gore. Područje Konavala i Dubrovačkog primorja zauzele su snage JNA u listopadu, a sam Dubrovnik našao se u potpunom okruženju (Opsada Dubrovnika). Bio je gađan s mora, iz zraka te s položaja na brdima iznad grada.
Razorni napadi na Dubrovnik nastavili su se u studenom i prosincu. Ratna policijska postrojba s 40-ak pripadnika i 7 pripadnika ZNG-a je zaustavivši agresorsko napredovanje kod Stona 5. i 6. prosinca 1991. godine zaustavila prodor i okupaciju Pelješca. Nakon potpisivanja primirja u siječnju 1992., rat na dubrovačkom području kratko je bio slabijeg intenziteta. Oslobodilačkom akcijom 1. Gardijske brigade "tigrovi" i 4. Gardijske brigade, koja je počela 22. travnja 1992. godine, Dubrovnik i okolica su deblokirani, a srpskom okupatoru su naneseni veliki gubitci. Novu opasnost, osobito po dolinu Neretve, donio je početak velikosrpskih vojnih djelovanja u BiH.

### Obrana zračnog prostora
U najtežem položaju je bila obrana zračnoga prostora zbog potpune prevlasti JNA u zraku. Zračnim napadima bili su izloženi svi dijelovi zemlje, uključujući i glavni grad Zagreb, gdje je jugoslavensko zrakoplovstvo 7. listopada 1991. napalo i sjedište Predsjednika Republike Franje Tuđmana. Tijekom 1991. protuzračna obrana uspjela je srušiti i onesposobiti velik broj zrakoplova JNA, a ostale odvratiti od letova na malim i srednjim visinama odakle je njihovo djelovanje bilo ubojitije. Nakon 1991. postupno se stvaralo i hrvatsko zrakoplovstvo, koje je u završnim operacijama 1995. imalo važnu ulogu.

### Obrana Jadrana
Usporedno s ratom na bojištima duž Hrvatske te ratom za vojarne u pozadini bojišta, odvijale su se i akcije obrane Jadrana. Prvo je, u rujnu, osvojena baza JNA u Pločama. Ubrzo su pale i bitnice obalnoga topništva (Žirje, Zečevo) i drugi objekti na obali i otocima.
Od rujna do studenoga 1991. JNA je provela tri blokade hrvatskih luka uz pokušaj invazije na Šoltu 6. kolovoza 1991. te bombardiranje Splita (i Šolte), Šibenika, Zadra, Dubrovnika i drugih obalnih mjesta te snajperska paljba po tim gradovima i okolici, no do kraja 1991. ipak je doživjela neuspjeh i bila prisiljena na djelomično povlačenje s okrnjenom i oštećenom flotom.
JNA je planirala zauzeti zračnu luku na Krku, no to je spriječeno akcijom hrvatskih postrojbi 2. srpnja 1991. godine.
Od 16. do 22. rujna 1991. god. u Bitki za Šibenik osvajaju hrvatske snage više bitnica obalnog topništva, koje onemogućuju pristup Jugoslavenske ratne mornarice Šibenskom akvatoriju i njihov angažman u borbama za grad; te osvajaju znatni broj plovila JRM, koja su se nalazila na vezu u vojarni "Kuline" i na remontu u tamošnjem brodogradilištu. Ti brodovi postaju osnovom za brzo ustrojavanje Hrvatske ratne mornarice, koja će se u narednom razdoblju moći osloniti na znatne kapacitete hrvatske brodogradnje i pomorstva, te osigurati siguran izlaz Hrvatske na more.
Sredinom rujna 1991. JRM je izvršila desant na Sv. Kaju kad je nastojala vratiti nazad skladište goriva u Svetom Kaji u Kaštelanskom zaljevu. 29. rujna 1991. je JNA u jeku svoje ofenzive na Hrvatsku izvršila desant na Privalu na otoku Korčuli pri čemu je ponovo u svoje ruke uzela tamošnju vojarnu i pokupila sve podvodne mine iz skladišta podvodnog oružja. Jugoslavensko ratno zrakoplovstvo je bombardiralo poljoprivrednu zračnu luku kod Starog Grada na otoku Hvaru 7. studenoga 1991. godine. Otok Vis, Lastovo i Mljet najdulje su ostali pod okupacijom JRM. Eksplozije nisu poštedjele ni te otoke, jer je JRM pri povlačenju uništavala eksplozivom ono što nije mogla ponijeti sa sobom, dok su brojne površine oko tamošnjih vojarna dugo vremena ostale minirane.
U svibnju 1992. JNA se povukla s otoka Visa, Lastova i Mljeta.

## Razmještaj mirovnih snaga UN i jačanje hrvatske vojske
Otvorena agresija na Hrvatsku završila je potpisivanjem Sarajevskog primirja između JNA i hrvatskih snaga 2.siječnja 1992., pod okriljem Ujedinjenih naroda. To primirje bilo je preduvjet za početak mirovne operacije u (UN) Hrvatskoj. Međunarodno posredovanje započelo je već na samom početku oružane agresije. Europska zajednica politički je posredovala još od lipnja 1991., a od rujna u Hrvatskoj je raspoređena i promatračka misija (European Community Monitoring Mission/ECMM). Prijedlog mirovne operacije UN-a bio je predočen javnosti u prosincu 1991. Budući da je u izradbi plana sudjelovao američki diplomat Cyrus Vance, osobni izaslanik glavnog tajnika UN-a, taj je plan u javnosti bio poznat kao Vanceov plan. Prihvatile su ga sve strane koje su bile sudionici u sukobu: hrvatska vlada, jugoslavenska odnosno srbijanska vlada i vojska, a naposljetku i predstavnici mjesnih Srba, koji su se najviše opirali prihvaćanju plana.
Prema temeljnoj zamisli Vanceova plana, vojne snage i promatrači UN-a bili su raspoređeni u pojedine dijelove Hrvatske koji su označeni kao »područja pod zaštitom UN-a« (UNProtected Areas, UNPA). Kao zaštićena područja bili su definirani oni dijelovi Hrvatske gdje su Srbi bili većina ili brojčano značajna manjina pučanstva i gdje su »napetosti medu zajednicama dovele do sukoba«. Ta se područja razvojačuju, sve oružane snage povlače se ili raspuštaju. To se odnosi i na JNA koja je trebala potpuno napustiti Hrvatsku. Provedbu plana jamčile su mirovne snage UN-a, nazvane Zaštitnim snagama (UN Protection Force, UNPROFOR).
Iz operativnih razloga zaštićena područja bila su podijeljena u četiri sektora:
- Sektor Jug obuhvatio je unutrašnjost sjeverne Dalmacije i istočnu Liku
- Sektor Sjever nazvano je područje Korduna i Banovine
- Sektor Istok područje Baranje i istočne Slavonije
- Sektor Zapad područje zapadne Slavonije

U svim trima sektorima (Jug, Sjever, Istok i Zapad) zaštićena područja bili su zapravo oni dijelovi Hrvatske koje su u to vrijeme nadzirali pobunjeni Srbi (uz presudno važnu podršku Srbije, koja je između ostalog osiguravala sve potrebno oružje i streljivo za Srpsku vojsku Krajine, te iz reda profesionalnih časnika Vojske Jugoslavije u smjenama slala zapovjednike da upravljaju postrojbama SVK). Jedino je UNPA sektor Zapad, koji je obuhvatio zapadni dio Slavonije, većim dijelom bio područje pod nadzorom legalnih hrvatskih vlasti, a samo manjim dijelom, oko Okučana, pod nadzorom pobunjenih Srba.
Iako nije bila u potpunosti zadovoljna planom, te je bila svjesna njegovih nedostataka, Hrvatska je plan ipak prihvatila i provodila onoliko koliko je provedba ovisila o njoj. Osobito nepovoljno za Hrvatsku je bilo tumačenje UN-a da se status zaštićenih područja neće mijenjati dok se ne pronađe sveobuhvatno političko rješenje cjelokupne jugoslavenske krize. Organizacija dolaska i razmještaj mirovnih postrojbi tijekom proljeća 1992. pokazali su se prilično složenima, a sve je bilo otežano i izbijanjem sukoba u BiH. To je mirovnu operaciju stavilo pred nove probleme, a poslije uvjetovalo i njezino znatno proširivanje kako u ljudstvu tako i u području djelovanja.
Povlačenje JNA iz Hrvatske početkom 1992. pokazalo se kao manevar u funkciji srpske agresije na BiH. Prije povlačenja JNA je dio oružja rasporedila mjesnoj srpskoj teritorijalnoj obrani i policiji. Naime, po mirovnom planu lokalna policija bila je jedina naoružana sila u zaštićenim područjima. Postrojbe JNA koje su se s preostalim naoružanjem premjestile u BiH uključivale su se u ratne operacije u Ratu u BiH, dok je UNPROFOR osiguravao područja pod srpskim nadzorom u Hrvatskoj. Mirovne snage UN-a bile su, po mišljenju Beograda, sigurno jamstvo protiv mogućih napada HV-a.
Nakon razmještaja UNPROFOR je u svibnju i lipnju 1992. preuzeo odgovornost za primirje na hrvatskim bojištima. Dolazak mirovnih snaga prorijedio je ratne sukobe i razorne napade na hrvatske gradove te uglavnom osigurao mir na svim bojištima; međutim, ostale preuzete obveze mirovne snage nisu ispunile. Nisu zaustavile povremene dalekometne udare i granatiranja hrvatskih gradova i drugih naselja uz bojišnicu. Međunarodno posredništvo nije pomoglo ni oko ublaživanja prometnih teškoća, od kojih je osobito trpjela Dalmacija. Mandat za povratak stanovništva zaštitne snage UN-a nisu nikad nigdje provele. Preostale Hrvate, koji su ostali na okupiranim područjima na svojim imanjima, velikosrbi su učestalo pljačkali i podvrgavali fizičkom i psihičkom maltretiranju. Brojni su Hrvati i smaknuti.
Osjećajući se sigurnima u nazočnosti mirovnih snaga - koje nisu poduzimale efikasne mjere za zaštitu ne-srpskih civila - srpske su pobunjeničke vlasti nastavile masovni progon nesrpskoga pučanstva iz okupiranih krajeva (u kojima je do 1991. god. živjelo približno pola Srba). Namjera da se zauvijek onemogući povratak prognanika bila je više nego očita. Uništavanje domova hrvatskoga stanovništva te, osobito, uništavanje njihovih kulturnih i vjerskih spomenika koji svjedoče o njihovoj višestoljetnoj nazočnosti na tom području, nastavilo se i nakon razmještaja mirovnih snaga. UNPROFOR je s vremenom postao svjestan takve zloporabe, često prosvjedovao i povremeno poduzimao akcije zaštite preostaloga nesrpskog pučanstva, ali su pripadnici UNPROFOR-a uglavnom "djelovali" kao puki svjedoci brutalnog nasilja. Pogrešku je UNPROFOR napravio i prihvaćanjem zatečenih lokalnih vlasti. U mirovnome planu bila je predviđena uspostava mjesne vlasti po načelu proporcionalne zastupljenosti nacionalnih skupina prije rata, ali su u stvarnosti postojeće strukture priznate kao legalne. Svojim odnosom spram njih mirovni su posrednici kod pobunjeničke vlasti poticali osjećaj sigurnosti i u stanovitoj im mjeri čak davali nekakav legalitet. UNPROFOR je propustio spriječiti i nastanak vojnih postrojbi na području samoproglašene Krajine. Organizirane srpske postrojbe nisu djelovale samo unutar granica Hrvatske nego su, zajedno sa srpskom vojskom iz BiH, sudjelovale i u napadima na okruženo bihaćko područje, na kojem je Armija BiH teškom mukom održavala kontrolu.
Imajući na umu neučinkovitost mirovnih snaga, te svjesna činjenice da postojeće stanje ide na ruku pobunjenim Srbima jer podržava rezultate agresije, Hrvatska je u razdoblju 1992. – 95. svoja stalna diplomatska nastojanja kombinirala s povremenim munjevitim oružanim operacijama na okupiranom području. Već u tijeku svibnja i lipnja 1992. oslobođeno je dubrovačko primorje od Ošlja do Mokošice te Župa dubrovačka (v. Operacija Spaljena zemlja). Miljevački plato u zaleđu Šibenika oslobođen je nakon oružane akcije u lipnju 1992. Nakon što su u Operaciji "Oslobođena zemlja" 23. srpnja - 12. kolovoza 1992. godine u teškim borbama hrvatske snage oslobodile planinsko područje u zaleđu Dubrovnika, u listopadu 1992. jugoslavenska vojska se povukla iz Konavala na temelju sporazuma hrvatskog i jugoslavenskoga predsjednika, Franje Tuđmana i Dobrice Ćosića, postignutog u rujnu 1992. u Ženevi, a samo na krajnji jugoistočni dio, na poluotok Oštru ili Prevlaku raspoređena je promatračka misija UNMOP (UNMonitors on Prevlaka). U siječnju 1993. hrvatske snage su u Operaciji Maslenica oslobodile zadarsko zaleđe s Masleničkim ždrilom i dijelom Velebita te područje oko brane na Peručkom jezeru kraj Sinja. Ukupno je u svim tim akcijama oslobođeno oko 850 km2 s oko 100 naselja, prije agresije uglavnom naseljenih Hrvatima. U rujnu 1993. hrvatske snage potisnule su Srbe iz nekoliko sela u okolici Gospića (tzv. Medački džep) iz kojih se učestalo granatiralo Gospić. Sve hrvatske akcije bile su popraćene negodovanjem UNPROFOR-a i ostalih međunarodnih posrednika "zbog uporabe oružja", a zapravo jer je Hrvatska razbila cementiranu situaciju i što se uopće drznula osloboditi svoje teritorije, poremetivši zacijelo geopolitičke planove nekih moćnih država.

## Jačanje Hrvatske
U razdoblju od stabilizacije ratišta 1991. god. i razmještaja snaga UN, Hrvatska je ustrajno radila na ustrojavanju vlastitih oružanih snaga i službi sigurnosti, razvoju svoje diplomacije i stabilizaciji monetarnog i gospodarskog sustava. S vremenom se čak u stanovitoj mjeri poboljšava standard života stanovništva, čije su zarade u vrijeme početka Domovinskog rata bile jako opale; gospodarska aktivnost, a time i mogućnost financiranja ratnog napora, u velikoj je mjeri oporavljena - makar će se posljedice okupacije dijela teritorija, troškovi financiranja rata i obnove ratom uništene imovine, te gubici trgovinskih aranžmana na bivšem području SFRJ i komunističkog bloka još dugo osjećati.
Kopnene snage i Hrvatska ratna mornarica ostale su u pretežnoj mjeri opremljene naoružanjem zarobljenim od JNA (osobito u presudno važnoj Bitki za vojarne 1991.), koje je dopunjavano radom hrvatske industrije i stanovitim uvozom - prvenstveno naoružanja istočnoeuropskog podrijetla - koje se zbog zabrane uvoza naoružanja na područje bivše Jugoslavije (međunarodna mjera koja je stavljala u očitu prednost Srbiju, koja je uspjela prisvojiti pretežni dio naoružanja bivše JNA) odvijalo putem tajnih operacija. Takve su nabave bile presudne za jačanje Hrvatskog ratnog zrakoplovstva, s obzirom na to da od JNA nije zarobljena značajnija količina sustava za taj rod vojske: kod nabave te vrste ratne opreme uspjelo se postići vrlo povoljne cijene, što je uvelike "poštedjelo" državni proračun zemlje u ratu.
Za vrijeme embarga na uvoz oružja, Hrvatska je tajno posredništvom Zvonka Zubaka uvezla velike količine oružja iz Rusije. Tadašnji ruski predsjednik Boris Jeljcin odobrio je 150 letova transportera punih naoružanja, koji su dovezli oružje u Hrvatsku. Iz vojne baze dvjestotinjak kilometara istočno od Moskve redovno su polijetali veliki ruski transporteri. Od 1992. pa sve do 1997. iz Rusije je za Hrvatsku organizirano 150 do 160 letova, a u prosjeku je prevoženo stotinu tona oružja po letu. Posebno je bitan bio ruski protuavionski raketni sustav S-300 velikog dometa, čiji je prikaz na Prvom svečanom mimohodu Oružanih snaga Republike Hrvatske prije Operacije Oluja izazvao zanimanje u srpskim i međunarodnim vojnim krugovima. Hrvatski admiral Davor Domazet Lošo izjavio je u intervjuu da „jedino tko nas je podržavao i podupirao tijekom cijelog Domovinskog rata bila Ruska Federacija”. Srpski portal „Direktno.rs” u članku „Šta su Hrvati, a šta Srbi dobili od ruskog oružja 90-ih?” napisao: „Hrvatska je usprkos embargu kupovala i nabavljala oružje sa svih strana, a najveći dio stigao je iz Rusije” te su dodali da tada Srbija od oružja iz Rusije nije dobila ništa.
Intenzivno se radilo na boljem obrazovanju i uvježbavanju vojnika i policajaca, te na obrazovanju zapovjednog kadra. U HV, s dosta se uspjeha ustrojilo veće tzv. gardijske postrojbe, koje se nastojalo popuniti vojnicima s profesionalnim ugovorima, koji su bili u neprestanom angažmanu u borbenim postrojbama i razina čije je psihofizičke spremnosti i vojne vještine bila veća od onoga kod vojnih obveznika koji su novačeni temeljem opće vojne obveze: gardijskim postrojbama će se povjeravati najsloženije zadaće.
Nakon što je u početnim fazama rata Hrvatsko gospodarstvo djelovalo u uvjetima vrlo visoke inflacije koja je predstavljala značajku cijele jugoslavenske ekonomije 1980.-ih i početkom 1990.- ih godina, inflacija je 1994. godine za vlade Nikice Valentića stavljena pod kontrolu te je za Dan državnosti 30. svibnja 1994. godine uvedena hrvatska kuna, umjesto privremenog hrvatskog dinara. Za razliku od stanja u zadnjim godina SFRJ, koje su bile obilježene stalnim nestašicama energenata i raznih proizvoda poput deterdženata, jestivog ulja i kave, u neovisnoj Hrvatskoj takvih nestašica nije bilo; mora se međutim reći da je su plaće i mirovine bile vrlo niske, barem do svladavanja inflacije 1994. godine. Zahvaljujući primirju, donekle je funkcionirao i turizam, osobito na područjima Istre i Kvarnera, do kojih se moglo iz Europe doputovati na normalni način. Stabilizirano gospodarstvo - koje nije bilo na predratnoj razini ali je funkcioniralo vidno bolje od gospodarstva Srbije pritisnutog međunarodnim ekonomskim sankcijama, a osobito bolje od gospodarstva na područjima srpskih paradržava na teritorijima Hrvatske i BiH - predstavljalo je važan oslonac u obrambenom naporu. 
Slabo stanje ekonomije je, na drugoj strani, jako oslabilo neprijatelja: na sjednici Vrhovnog savjeta obrane SR Jugoslavije od 21.srpnja 1994. godine izneseno je da je “saveznim budžetom za 1994. godinu utvrđen vojni budžet od 1.264.000.000 dinara, ili 57% od predloženog minimalnog iznosa”, kojim je omogućeno “samo preživljavanje”, pa je “Generalštab Vojske Jugoslavije u osnovi pokrio redovan život i rad vojske, no bez povećanja mera borbene gotovosti i popune ratnih materijalnih rezervi”. Zbog takvog budžeta “još više se pogoršalo stanje opremanja, naoružanja, vojne opreme, ratnih materijalnih rezervi i tehničkog obezbeđenja”, posebice zato što su “veće količine ubojnih sredstava, 3.640 tona, ustupljene Srpskoj vojsci Krajine i Vojsci Republike Srpske”, čime je “povećan broj kritičnih vrsta ubojnih sredstava, čija je popuna ispod 50% potreba (pešadijske municije za podršku bilo je 37%, artiljerijske municije za podršku 46%, protivavionske municije cevne 49 %)”. U tom trenutku su “rezerve bile veoma kritične za 29 vrsta značajnije municije”.
U razdoblju 1992. – 1994. godine Hrvatska je involvirana u složena ratna zbivanja u BiH: ta država zacijelo ne bi opstala bez podrške Republike Hrvatske.
Tijekom rata je Hrvatska čitavo vrijeme brinula o najmanje pola milijuna prognanika (iz RH) i izbjeglica (iz BiH, te iz Srbije), u nekim trenucima preko 700.000 njih. Organiziranom skrbi za taj dio stanovništva, uspjelo se većinu njih održati vezanom uz Hrvatsku, te se nakon rata većina njih vratila u svoje domove, ili barem ostala živjeti u domovini.

## Završne operacije
Budući da je srpska strana odbacivala sve mirovne ponude i planove, uključujući i plan Z-4 (siječanj 1995.) koji joj je predviđao najširu autonomiju, sporazumno rješenje bilo je sve manje izvjesno, a nazočnost mirovnih snaga išla je na ruku agresoru jer su one svojom nazočnošću zapravo štitile stanje postignuto nasilnim putem. Hrvatska je bila suočena s prijetnjom zaleđivanja takva stanja, s mogućnošću da se okupirana područja u budućnosti sjedine sa Srbijom. Povremeni pregovori davali su tek vrlo ograničene rezultate i mala poboljšanja; takve je naravi bilo i otvaranje autoceste preko Okučana u okviru tzv. gospodarskog sporazuma iz prosinca 1994. godine. Prestanak komunikacijske blokade pokazao se psihološki razornim za okupacijsku vlast pa su na auto-cesti zaredali incidenti kako bi se ona ponovno zatvorila. To je pokazalo da vodstvo pobunjenih Srba ne može prihvatiti niti postupnu reintegraciju. Nepoštovanje sporazuma bilo je povod za vojno-redarstvenu akciju Bljesak 1. i 2. svibnja 1995., kojom je oslobođeno više od 500 km2 teritorija u Posavini i zapadnoj Slavoniji. Po učinkovitosti i brzini provedbe, po logističkoj koordiniranosti, kao i po rasulu što ga je unijela u sve strukture pobunjeničkih vlasti, ta je akcija rezultirala jasno naznačenim novim odnosima vojne i političke moći, stavljajući pobunjeničku vlast pred alternativu brze integracije ili vojnoga poraza. Pregovori o tome početkom kolovoza ponovno nisu dali rezultate, niti su pružili ikakva jamstva za mirno rješenje, pa je Hrvatska bila prisiljena okrenuti se ostvarenju druge velike vojno-oslobodilačke operacije nazvane Oluja.
Najvećoj oslobodilačkoj akciji prethodio je sporazum Tuđman - Izetbegović o vojnoj suradnji s BiH, koji je potpisan bio 22. srpnja 1995. u Splitu. Na temelju tog sporazuma izvedena je zajednička akcija HV-a, HVO-a i Armije BiH (Ljeto '95) kojom je olakšana situacija u Bihaću, a ujedno su Srbi potisnuti iz Bosanskoga Grahova i Glamoča. Na taj su se način osigurali strateški položaji na Dinari pa je otvoren put prema Kninu, sjedištu velikosrpske pobune u Hrvatskoj.
Hrvatske oružane snage 4. kolovoza 1995. iz više su smjerova probile srpsku obranu. Udarnu silu činile su gardijske brigade HV-a i specijalne postrojbe MUP-a, a u zaposjedanju terena pratile su ih domobranske postrojbe. U akciji je s hrvatske strane sudjelovalo oko 150.000 ljudi, što je zahtijevalo složenu i preciznu razradbu. Glavninu udara nosile su gardijske brigade HV-a. Već 5. kolovoza oslobođen je Knin, a do 7. kolovoza, kada je operacija završena, i cijelo dotad zaposjednuto područje sjeverne Dalmacije, istočne Like, Korduna i Banovine. Na međunarodnoj granici hrvatske snage spojile su se s postrojbama 5. korpusa Armije BiH. Srpske snage povukle su se u rasulu; odlučnog otpora bilo je samo na manjem broju mjesta, te su hrvatske snage u vrlo opsežnoj operaciji imale ukupno 174 poginula pripadnika. Zajedno s postrojbama Srpske vojske Krajine je pobjegla i većina srpskog civilnog stanovništva, prema unaprijed pripremljenim planovima za evakuaciju i na poziv tijela RSK upućenima preko Civilne zaštite i radija (ukupno je na području zahvaćenom Operacijom Oluja živjelo 1991. godine 168.437 ljudi, od kojih je dio iselio ili dezertirao prije te vojne akcije, a približno 25.000 bio je uključen u borbene postrojbe). Ponašanje HV-a i hrvatske policije prema zatečenom srpskom stanovništvu za vrijeme operacije u pravilu je bilo korektno, međutim su se poslije dogodili slučajevi osvete kao i paleži i pljačke - Hrvatski helsinški odbor izbrojao je poimenično 410 ubijenih civila u bivšem "sektoru Jug" te 267 u bivšem "sektoru Sjever", dakle sveukupno 677 civila (popis HHO-a je poslije označen u znatnoj mjeri nepouzdanim, jer su tijekom suđenja generalima Gotovini, Markaču i Čermaku kod MKSJ dokazani brojni propusti u sastavljanju izvješća - n.pr. pribrajanje poginulih pripadnika vojnih postrobi među civilne žrtve, prikazivanje osoba umrlih prirodnom smrću kao ubijenih i dr.; DORH iskazuje da prema svojim službenim evidencijama raspolaže podatcima o 214 osoba ubijenih u zločinima počinjenima tijekom i nakon operacije "Oluja") - što je negativno odjeknulo u inozemstvu, doduše znatno manjom žestinom nego kad su velikosrbi protjerivali Hrvate i pljačkali i uništavali imovinu Hrvata, nesrpskih manjina te Srba koji su ostali odani hrvatskoj državi.
Čak i u takvoj situaciji, Srbija je pokazala, kao i velikosrpski političari u Srbiji i Crnoj Gori da namjeravaju zadržati ono što su okupirali u Hrvatskoj prije četiri godine; Vojislav Šešelj je čak predložio protuofenzivu, zauzimanje Osijeka kao odgovor na hrvatsku ofenzivu te bombardiranje Zagreba projektilima tipa Luna koji ostavljaju krater dubine 300 metara kao uzvratni udarac na granatiranje Knina", a neki mediji su izvješćivali o tome da Srbija šalje tenkove na granicu s Hrvatskom, jer se ne želi odreći okupiranog hrvatskog Podunavlja. Vojska SRJ se je na sastanku najviših predstavnika vojske SRJ i i 11. slavonskobaranjskog korpusa vojske "RSK" u utorak 8. kolovoza 1995. obvezala se da će braniti područja hrvatskog Podunavlja pod kontrolom pobunjenih hrvatskih Srba.
Nanizani porazi pojačali su bijes i frustraciju velikosrpskih snaga, koji su u nemoći suprotstavljanju hrvatskim snagama sav bijes iskalili na preostalim Hrvatima i još nekim nesrbima u sjeverozapadnom dijelu BiH, koje su natjerali u egzodus. Kolovoza i početkom rujna 1995. 25.000 prognanika i izbjeglica, većinom Hrvata, zatim Muslimana, Roma i drugih nesrba prešlo je čamcima rijeku Savu kod Davora (poznati egzodus Hrvata preko Save kod Davora).[nedostaje izvor]

## Mirna reintegracija Podunavlja
Operacija Oluja donijela je preokret na vojnostrateškom planu. U Hrvatskoj je pod okupacijom, doduše, ostao još UN-ov "Sektor Istok", odnosno područje Baranje i istočne Slavonije, no pokazana vojna moć ojačala je položaj Hrvatske u obnovljenim pregovorima sa srpskom stranom.
Pregovori koji su se vodili tijekom jeseni 1995. završeni su u okviru višestranih pregovora održanih u Daytonu u SAD-u. Postignut je sporazum o postupnoj mirnoj reintegraciji toga područja Hrvatske uz pomoć Prijelazne uprave UN-a za istočnu Slavoniju (UN Transitional Administration in Eastern Slavonia, UNTAES). Lokalni Srbi su prihvaćanje dogovorenoga u Daytonu iskazali potpisivanjem Erdutskog sporazuma, koji je učinio nepotrebnim provedbu planirane hrvatske Operacije Grom i rezultiralo rasformiranjem preostalih snaga Srpske vojske Krajine.
Reintegracija najistočnijega dijela zemlje, ili hrvatskoga Podunavlja, u ustavni poredak Republike Hrvatske provedena je u skladu s prvotnim planom u razdoblju od početka 1996. do siječnja 1998. godine, što je omogućilo postupnu uspostavu hrvatske vlasti i povratak prognanog ne-srpskog stanovništva u Podunavlje. Ciljevi postavljeni na početku postignuti su bez žrtava i materijalnog stradanja uz suradnju i postupan rast povjerenja između hrvatskih vlasti i lokalnoga srpskog stanovništva.

## Kronologija
| Datum                              | Događaj |
| 25. srpnja 1990.                   | Hrvatski sabor usvojio amandmane na Ustav iz 1974. godine, kojim se ukinulo socijalističke i komunističke simbole te donijela odluka o početku pripreme novog Ustava. velikosrpski miting u Srbu 25. srpnja 1990.                                      |
| 17. kolovoza 1990.                 | Balvan revolucija |
| siječanj 1991.                     | Tihi vojni udar u predsjedništvu SFRJ. |
| 28. veljače 1991.                  | Srpsko nacionalno vijeće i Izvršno vijeće Srpske Autonomne Oblasti Krajine donijeli Rezoluciju o razdruživanju Republike Hrvatske i Srpske Autonomne Oblasti Krajine.                                                                                  |
| 1. - 3. ožujka 1991.               | Bitka za Pakrac |
| 31. ožujka 1991.                   | Krvavi Uskrs |
| 1. travnja 1991.                   | Proglašava se SAO Krajina. |
| 2. svibnja 1991.                   | Pokolj u Borovu Selu |
| 12. svibnja 1991.                  | SAO Krajine sprovela nelegalni referendum na područjima pod svojom kontrolom o ujedinjenju sa Srbijom. |
| 16. svibnja 1991.                  | Skupština SAO Krajine nakon referenduma od 12. svibnja na područjima pod svojom kontrolom, donijela Odluku o prisajedinjenju SAO Krajine Republici Srbiji i da ostane u Jugoslaviji sa Srbijom, Crnom Gorom i drugim koji žele da očuvaju Jugoslaviju. |
| 24. lipnja 1991.                   | Premijer t.zv. SAO Krajine Milan Babić i Vojo Kuprešanin, predsjednik Vijeća općina Bosanske Krajine potpisali "sporazum o suradnji". U Bosanskom Grahovu usvojena Deklaracija o ujedinjenju Bosanske Krajine i SAO Krajine.                           |
| 25. lipnja 1991.                   | Hrvatska i Slovenija proglašavaju neovisnost. |
| 7. srpnja 1991.                    | Spaljene su Ćelije, prvo hrvatsko spaljeno selo u Domovinskome ratu. |
| 26. srpnja 1991.                   | Pokolji u Kuljanima, Zamočama, Kozibrodu |
| 27. srpnja 1991.                   | Pokolj u Strugi |
| 1. kolovoza 1991.                  | Pokolj u Dalju |
| kolovoz 1991.                      | Bitka za Dalmaciju |
| kolovoz 1991.-                     | Smaknuća Hrvata civila u Petrinji 1991. |
| kolovoz 1991. - veljača 1992.      | Ratni zločini na Banovini 1991. – 1992. |
| 25. kolovoza – 18. studenoga 1991. | Bitka za Vukovar |
| 29. kolovoza – 17. studenoga 1991. | Bitka za Gospić |
| 14. – 19. rujna 1991.              | Rujanski rat - Bitka za Šibenik |
| 14.– 19. rujna 1991.               | Bitka za vojarne |
| 1. listopada 1991.                 | Opsada Dubrovnika |
| 5. listopada 1991.                 | Hrvatska objavljuje opću mobilizaciju. |
| listopad 1991.                     | Ubojstva u Pakračkoj Poljani |
| listopad 1991. - veljača 1992.     | Pokolj u Erdutu |
| 7. listopada 1991.                 | Raketiranje Banskih dvora |
| 9. listopada 1991.                 | Pokolj u Vagancu |
| 10. listopada 1991.                | Pogrom u Lovasu |
| 10. – 13. listopada 1991.          | Pokolj u Širokoj Kuli |
| 16. listopada 1991.                | Pokolji u Novom Selu Glinskom i Bukovcu. |
| 16. – 18. listopada 1991.          | Masakr u Gospiću |
| 20. listopada 1991.                | Pokolj u Baćinu |
| 31. listopada – 4. studenoga 1991. | Operacija Otkos 10 |
| 12. studenoga 1991.                | Pokolj u Saborskom |
| 16. studenoga 1991.                | Boj u Korčulanskom kanalu |
| 18. studenoga 1991.                | Masakr na Ovčari |
| 18. studenoga 1991.                | Masakr u Škabrnji |
| 19. studenoga 1991.                | Masakr u Nadinu |
| 11. – 12. prosinca 1991.           | Pokolj u Gornjim Jamama |
| 19. prosinca 1991.                 | Skupština SAO Krajine, Velika narodna skupština SO Slavonija, Baranja i Zapadni Srijem i Skupština SAO Zapadna Slavonija donijele Odluku o proglašenju Ustava Republike Srpske Krajine.                                                                |
| 12. prosinca 1991.                 | Operacija Orkan '91. |
| 13. prosinca 1991.                 | Pokolj u Voćinu |
| 16. prosinca 1991.                 | Masakr u Joševici |
| 21. prosinca 1991.                 | JNA raketirala i bombardirala s kasetnim bombama aerodrom „Crljenka” u Vrsaru. |
| 30. svibnja 1992.                  | UN nameće sankcije protiv SR Jugoslavije. |
| 21. lipnja 1992.                   | Operacija Miljevci |
| 22. rujna 1992.                    | SFR Jugoslavija (Srbija i Crna Gora) izbačena iz UN-a. |
| 22. siječnja 1993.                 | Operacija Maslenica |
| 27. siječnja 1993.                 | Operacija Peruča |
| 9. – 17. rujna 1993.               | Operacija Medački džep |
| siječanj 1995.                     | Osmišljavanje plana Z-4. |
| 1. – 3. svibnja 1995.              | Operacija Bljesak |
| 2. – 3. svibnja 1995.              | Raketiranje Zagreba |
| 2. kolovoza 1995.                  | Krajina odbija plan Z-4. |
| 4. – 7. kolovoza 1995.             | Operacija Oluja |
| 18. – 19. rujna 1995.              | Operacija Una |
| 1995.                              | Operacija Burin |
| listopad-studeni 1995.             | Operacija Manjinjorgo |
| 12. studenoga 1995.                | Potpisan Erdutski sporazum. |

## Posljedice rata

### Ljudske žrtve
Prema podatcima koje je prikupljao i znanstveno obradio Hrvatski memorijalno-dokumentacijski centar Domovinskog rata do kraja 2016. godine, poznata su imena 14 912 smrtno stradalih osoba na hrvatskoj strani u Domovinskom ratu (u tom broju, za oko 3000 osoba potrebne su dodatne provjere okolnosti stradavanja); daljnjih 1571 osoba vode se kao nestale. Od poginulih, otpada na branitelje 8262 žrtava, a među civilima se evidentira 6650 poginulih.
S danom 24. svibnja 2019., popis Ministarstva zdravstva Republike Hrvatske obuhvatio je 4137 civilne žrtve poginule i umrle od posljedica stradanja tijekom velikosrpske agresije. Taj popis nije obuhvatio civile koji su ekshumirani i identificirani iz masovnih grobnica na području RH, budući da one još nisu do kraja istražene skako e smatra da se u masovnim grobnicama pokopano oko 2500 civilnih žrtava, brojka ubijenih civila zacijelo se penje na oko 6500 osoba. U službeni popis Ministarstva zdravstva za sada također nisu unijete civilne žrtve, većinom Hrvati, koji nisu uspjeli pobjeći ili nisu željeli napustiti svoj dom na okupiranom području te su ubijeni za vrijeme rata, a to je poveći broj ljudi. Među pobijenima je bilo oko 400 djece, od čega je u prvih 6 mjeseci agresije na Republiku Hrvatsku stradalo njih 110. Najmlađe ubijeno dijete imalo je dva mjeseca. Najčešći uzrok stradavanja bili su zrakoplovni i topnički napadi te vatreno oružje. Još uvijek nema u RH sveobuhvatnog popisa mrtvih i točne podataka o ranjenima, a jedini precizno vođeni podatci su oni iz bolnica, koji primjerice govore da je tijekom rata ranjeno 1260 djece.
Na okupiranom dijelu Republike Hrvatske poginulo je daljnjih 6239 osoba (od čega 3574 ima status vojnika, 1632 status civila, a za 1033 nije moguće utvrditi status). Među poginulima na okupiranom dijelu RH, većina se odnosi na gubitke pripadnika srpske narodnosti te vojne gubitke srpskih postrojbi.
Prema beogradskim službenim podatcima, poginulo je u Hrvatskoj još i 1279 pripadnika JNA.
Posebnu brutalnost pobunjenici i agresor su iskazali u protjerivanju i zločinima protiv civilnoga stanovništva, što se u svjetskoj javnosti počelo nazivati etničkim čišćenjem. Zbog strategije etničkoga čišćenja Hrvatska je 1991. bila suočena s velikim brojem prognanika, ljudi koji su bili prisiljeni napustiti svoje domove na okupiranim područjima. Prvi progoni započeli su već u proljeće 1991. iz kninskoga područja. Izbijanjem otvorene agresije u ljeto 1991. uslijedili su masovni progoni iz hrvatskog Podunavlja, s Banovine, Korduna, iz Like i sjeverne Dalmacije. Vrhunac prognaničke krize bio je u studenome 1991. nakon pada Vukovara. Stanovništvo (uglavnom žene i djeca) napuštalo je sva područja u neposrednoj blizini bojišnice pa je na kraju 1991. u Hrvatskoj bilo 550 000 prognanika te još 150 000 izbjeglica u inozemstvu. Nakon povratka stanovništva u mjesta uz bojišnicu te njihova ponovnog popisa, broj prognanika smanjio se na oko 250 000. Budući da se nijedan prognanik nije uspio vratiti na okupirano područje, njihov boravak u progonstvu bio je dugotrajan, a povratak moguć tek nakon oslobađanja. Hrvatska vlada vodila je brigu o prognanicima su stavom socijalne skrbi, a od prosinca 1991. posredstvom Ureda za prognanike i izbjeglice. Ured je od sredine 1992. preuzeo skrb i o bosanskohercegovačkim izbjeglicama. Uz značajnu humanitarnu pomoć iz inozemstva, troškove zbrinjavanja prognanika i izbjeglica najvećim su dijelom ipak snosili hrvatska država i građani.
Veliku štete i gubitke u ljudstvu i imovini su pretrpjele i lojalne hrvatske manjine, čiji su domovi se našli na područjima izravno ugroženim ratnim djelovanjima. Od najbrojnijih, to se posebice odnosi na Čehe u Moslavini, Slovake u Srijemu, Mađare u Baranji, Rusine u Srijemu, Ukrajince u Posavini, Talijane u Moslavini. Velik broj stradalih pripadnika hrvatskih manjina treba tražiti i među osobama koje su se izjasnili kao Hrvati: slučaj je da se brojni pripadnici hrvatskih manjina izjašnjavaju kao Hrvati, ali također u svom životu nikad nisu zatajili svoje nacionalno podrijetlo.
Hrvatska je podnijela tužbu protiv Srbije Međunarodnom sudu pravde. Hrvatski pravni stručnjaci na suđenju su elaborirali "Zvjerska ubojstva konvencionalnim i hladnim oružjem, silovanja žena i muškaraca u logorima, mučenja elektrošokovima, prisilni rad u okupiranim mjestima jasno pokazuju genocidnu namjeru Srbije prema hrvatskom stanovništvu i ta stradanja nisu imala nikakvog vojnog opravdanja. Zločini nisu imali vojnu svrhu, nego su bili sustavno usmjereni prema nevinim Hrvatima, motivirani mržnjom i željom da ih se etnički očisti."

#### Civilne žrtve
Podatke o civilnim žrtvama u srpsko-crnogorskoj agresiji na Republiku Hrvatsku objavio je u svojoj knjizi Zločini nad civilima u srpsko-crnogorskoj agresiji na Republiku Hrvatsku, ratni ministar zdravstva Andrija Hebrang. Poučeni iskustvima zatajenih žrtava komunističkih zločina kada su komunisti nakon Drugoga svjetskog rata pobili dvije stotine tisuća civila bez suda, a ni do danas im se ne zna imena i groba, odmah na početku rata na trideset mjesta organizirani su centri za prikupljanje podataka o ubijenim civilima. Nakon identifikacije svake civilne žrtve ili na temelju iskaza najmanje dvaju poznatih svjedoka, podatci su slani šifriranim bežičnim odašiljačima u Glavni stožer saniteta RH. Identifikacija je omogućila razlikovanje civilnih od vojnih žrtava, što je osnovni uvjet za objektivnu analizu zločina nad civilima. Na prikupljanju i obradi podataka radili su desetci i stotine stručnjaka domoljuba.
Na temelju identifikacija i evidencija, na hrvatskoj je strani ubijeno više civila nego vojnika jer su ciljevi topništva bili usmjereni na civilne, a ne na vojne ciljeve. Ubijena su 7263 civila, a za još više od 800 ih se traga. Slijede podatci koji govore o zločinu koji se prema međunarodnim standardima definira kao genocid. Polovina ubijenih hrvatskih civila su žene i djeca (44 % žene, 5 % djeca). Gotovo polovina ubijenih civila (47 %) bili su stariji od 60 godina. Sve to pokazuje da su primarni ciljevi uništavanja bili stambeni objekti zbog zastrašivanja i protjerivanja hrvatskog pučanstva. Teško je ranjeno 30 520 osoba, a među civilima je ranjeno 12 % djece. Najteže rane (amputacije, ozljede glave) učestalije su među civilima nego vojnicima. Srušeno je 14 bolnica, 200 000 stambenih objekata, a s okupiranog teritorija protjerano je 260 000 Hrvata. Opisani zločini su za cilj imali osvajanje teritorija Republike Hrvatske. Svi ovi podatci su povjerljivi i dokumentirani pa je knjiga uzeta kao dokazni materijal za tužbu protiv Srbije za genocid, a udruge branitelja proglasile su je najboljom knjigom godine o Domovinskom ratu. Među napadane bolnice su one u Vukovaru, Vinkovcima, Osijeku, Pakracu, Dubrovniku i dr.
Na strani agresora nije bilo identifikacije ni evidencije civilnih žrtava jer se u slučaju evidentiranja ne bi moglo manipulirati brojkama i koristiti žrtve u političke svrhe. U nedostatku evidencija analiza srpskih civilnih žrtava izvedena je na temelju triju dokumenata koji se citiraju pri procjeni ubijenih srpskih civila.
Prvi je dokument koji je dostupan na internetu izdala udruga „Veritas” Save Štrpca. On u dokumentu najprije navodi 2500 ubijenih srpskih civila, ali u njih ubraja i izmišljenu kategoriju koju naziva „uvjetno civili”. To su naoružani civili koji imaju prema međunarodnoj klasifikaciji status vojnika. Nakon prikaza načina prikupljanja podataka Savo Štrbac i sam priznaje: „... utvrdilo se da je na tom spisku (ubijenih) 35 aktivnih vojnih lica, 2231 vojnik obveznik među kojima su i teritorijalna obrana i mjesne straže, 63 aktivna vojnika, 90 milicionara i 80 civila!” Dakle, činjenica je da je u ratu ubijeno 80 srpskih civila prema 8000 ubijenih civilna na hrvatskoj strani.
Glede tvrdnje Vesne Teršelič, voditeljice Documente - Centra za suočavanje s prošlošću o „preko 600 ubijenih civila u Oluji”, analiziran je i taj dokument nastao u režiji HHO-a koji je pred sudom u Haagu branio Žarko Puhovski. Cijela rasprava pred sudskim vijećem citirana je na mrežnim stranicama. Tako se doznaje da je Puhovski zastupao dokument HHO-a pod nazivom Vojna operacija Oluja i poslije zaveden u sudu pod šifrom P2402. U dokumentu se tvrdi da je i nakon Oluje ubijeno 677 civila. Nakon rasprave sudsko vijeće navodi: „Izvješće HHO-a donosi tvrdnje čiji izvori nisu navedeni kao i dvostruke opise istih događaja” te zato sudsko vijeće odbacuje dokument i ističe da će iz njega koristiti podatke samo ako su potvrđeni drugim metodama. Takvi potvrđeni podatci pokazuju da su u Oluji i poslije ubijena 42 srpska civila.
Treći dokument predstavlja podatke DORH-a prema kojima su procesirani zločini nad 47 ubijenih srpskih civila. Nakon ovih podataka jasne su dvije stvari. Prvo, zločini nad hrvatskim i srpskim civilima ne mogu se uspoređivati jer su prvi bili masovni, planirani i učinjeni zbog osvajanja teritorija. Drugo, sporadični zločini nad srpskim civilima nisu ratni zločin jer nisu planirani i nemaju elemente genocida, već su to zločini u ratu koji su najvećim dijelom i sudbeno kažnjeni.

### Razaranje kulturne baštine
Srbi su u agresiji na Hrvatsku sustavno uništavali hrvatsku sakralnu baštinu. U agresiji su razrušili 1450 crkava i samostana te ostalih sakralnih objekata, od kojih su njih 800 potpuno srušili i oštetili (crkva sv. Franje Ksaverskog u Gornjem Viduševcu, crkva sv. Jakova u Vrpolju kraj Knina, župna crkva u Smilčiću, itd.).

### Štete
Prema međunarodno prihvaćenim klasifikacijama ratnih šteta izravne štete odnose se na troškove za vođenje obrambenog rata, na ratne rashode, na štete prema naseljima i zaštićenim objektima, štete nastale počinjenim zločinima prema stanovništvu, štete zbog kršenja zabrane uporabe pojedinih oružja, štete zbog kršenja prava sudionika u ratu, štete zbog uništavanja i iskorištavanja nacionalnoga bogatstva i gospodarstvenih izvora, štete počinjene pljačkom i uništenjem imovine. Počinjene su neizravne ili sekundarne štete, primjerice gubitak nacionalnoga dohotka i umanjenje društvenoga proizvoda, prisvajanje imovine hrvatskih tvrtki, štete na ime obnove gospodarstva, štete zbog duševne patnje stanovništva, demografski gubitci.

## Hrvatski vojnici ostalih narodnosti
Za Vukovar su se rame uz rame borili Hrvati i branitelji 23 nacionalnosti. U obrani Hrvatske sudjelovalo ih je ukupno 35.000 iz redova nacionalnih manjina.

### Albanci
Udruga Albanaca branitelja Hrvatske u Domovinskom ratu ima šest ogranaka i više od 2000 članova, točnije 2200 Albanaca ima status branitelja.
Ima ih od generala (Rahim Ademi i Agim Čeku) do vojnika, 270 je časnika.

### Bošnjaci
U postrojbama Hrvatske vojske i policije sudjelovalo je oko 25.000 Bošnjaka. Postotno to je najveći doprinos jednog naroda u obrani Hrvatske. Broj od 1.100 Bošnjaka poginulih u obrani Hrvatske izuzetno je visok u odnosu na ukupan broj pripadnika bošnjačke manjine u Hrvatskoj, gdje, po službenim podatcima, živi oko 40.000 Bošnjaka.
U Dubrovniku je od samog početka rata ukupno bilo angažirano 352 pripadnika bošnjačke nacionalnosti koji su aktivno sudjelovali u obrani grada Dubrovnika. Na muslimanskom groblju u Dubrovniku prošle godine postavljen je spomenik na mjestu gdje je pokopano šesnaest Bošnjaka poginulih u obrani grada.

### Česi
Najveći broj Čeha u Hrvatskoj živi u gradu Daruvaru i okolici.
Kada su 20. kolovoza 1991. srpski agresori izvršili minobacački napad na Daruvar, mjesni Česi, najbrojnija manjina u gradu, dali su se u obranu grada, tako da su u početnoj fazi Domovinskog rata, Česi činili 30% dragovoljaca gradske obrane.
Iz tog vremena ostala je poznata izjava Rade Čakmaka, jednog od vođa srpske pobune, koji je rekao da Hrvate treba zakopati u zemlju do ramena i tanjuračama preči preko glava, a od Čeha napraviti robove koji će za njih besplatno raditi.
Početkom rujna 1991. u dvorištu policijske postaje Daruvar, oformljen je prvi vod ZNG-a od pričuvnog sastava policije koji se nakon pada vojarne "Polom" popunjavao s civilima iz okolnih hrvatskih i čeških sela i u konačnici prerastao u pukovniju u kojoj je velik broj pripadnika bio češke nacionalnosti.

### Romi
U mojoj 99. brigadi bilo je 36 Roma dragovoljaca. Prema mojoj procjeni, računajući Rome u Osijeku, Sisku, Rijeci, Gradiški, Roma dragovoljaca bilo je oko 500. U sisačkoj Brigadi 'Marijan Celjak', koja je dobila ime po poginulom zapovjedniku, bilo je oko 70 Roma iz Siska.

### Srbi
Hrvatska država se s ponosom sjeća onih hrvatskih vojnika ostalih narodnosti te značajnoga broja Srba koji su branili svoju hrvatsku domovinu. Onih koji su spašavali živote svojih hrvatskih susjeda ili ako ništa drugo moralno postupali dovodeći samoga sebe u opasnost kako bi smanjili muke Hrvata.
Dubrovački Srbin Jovan Sredojević, zastavnik JNA, sabotirao je 1991. godine radar, kojega JNA potom nije mogla koristiti, obavljao je zadatke za Hrvatsku vojsku, s otočanima organizirao izvlačenje vojnika iz vojarne na Mljetu te uskladištenu hranu dijelio mještanima. Šibenčani se sjećaju Željka Baltića, hrvatskoga Srbina koji je kao zapovjednik obrane otoka Žirje i 3. topničkoga odjela prešao na hrvatsku stranu i topove sa Žirja nije upotrijebio protiv Šibenika nego protiv tenkova JNA, čime je spriječen pad grada i moguće presijecanje Hrvatske na dva dijela. U Voćinu je preminuo S. N. – 77-godišnji voćinski Srbin – u pokušaju da zaštiti svoje hrvatske susjede.
Vukovar se sjeća vukovarskoga Srbina Predraga Gagića i njegovoga brata Nenada, koji su se priključili Hrvatskoj vojsci u obrani grada, te se moramo sjetiti Aleksandra Jevtića, vukovarskoga Srbina – Vukovarca koji je kao zatvorenik izdvojio 150 Hrvata u logoru Stajićevo te ih tako zaštitio od premlaćivanja, stavljajući vlastiti život u opasnost. Također, održani su razni antiratni prosvjedi u Beogradu i Crnoj Gori 1991. i 1992. godine.
Sve to govori da Domovinski rat nije bio etnički sukob, već borba za pravo jedne države na slobodu i samostalnost. Iako je Jevtić odlikovan 2009. godine za svoju hrabrost, tematika hrvatskih branitelja srpske i ostalih narodnosti još uvijek nije dovoljno valorizirana, a njezinim rasvjetljavanjem bi se razjasnio i otklonio crno-bijeli pogled na Domovinski rat.

## Propagandno-psihološki rat
Prije, za vrijeme i nakon Domovinskog rata odvijale su se brojne aktivnosti raznorodnih čimbenika koje nije moguće nikako drugačije objasniti nego kao propagandno-psihološki, ili informativno-obavještajni rat. U takvim aktivnostima prednjačile su Srbija i velikosrpski krugovi na vlasti u Crnoj Gori te države nesklone Hrvatskoj. Krajem vojnih operacija ovaj rat nije prestao, nego se nesmiljenom žestinom nastavio.

### Propagandno-psihološke aktivnosti prije Domovinskog rata
Velikosrpska propaganda imala je glavno uporište u Memorandumu SANU, kojim je zadan cilj promjena granica Srbije:
Antibirokratska revolucija Slobodana Miloševića ispunila je ovaj cilj, ali srpski narod je ostao "ugrožen" u drugim republikama SFRJ. Lažnost takvih tvrdnji dobro je poznata, još je Bruno Bušić pisao o natprosječnoj zastupljenosti nehrvata a posebno Srba u "hrvatskoj" miliciji i među oficirima JNA, ali govornici na mitinzima održavanima u SR Hrvatskoj nastavili su vikati da su ugroženi. Kad se zakotrljala lavina, još ju je uvijek lako mogao zaustaviti onaj tko je plaćao prijevoz autobusima iz Srbije na mitinge u Hrvatskoj, ali to mu nije bio interes, jer interes mu je bila promjena granica Srbije. KOS je bio važan čimbenik u provođenju ovoga plana. SPC još 2015. godine tolerira antihrvatsku propagandu na internetskim stranicama Srpske pravoslavne crkve u Hrvatskoj dok su pojedinci unutar SPC-a tijekom rata zauzimali i širili u najmanju ruku nekršćanske stavove.

### Propagandno-psihološke aktivnosti za vrijeme Domovinskog rata
Slikovit primjer ratne propagande priča je o navodnih 40 zaklanih beba u Vukovaru 1991. godine.

### Inicijativa za zaštitu digniteta Domovinskog rata
Nakon smrti prvog hrvatskog predsjednika intenzivirana je formalna i neformalna suradnja Hrvatske sa sudom u Haagu. Primjer neformalne suradnje su transkripti sastanaka prvoga predsjednika koji su dostavljeni haaškom Tužiteljstvu 2003. godine ili ranije, dok je Vlada RH skinula s njih oznaku tajnosti 20. listopada 2004., dakle Vlada je naknadno skinula oznaku tajnosti.
Kako predsjednik i vlada RH nisu pružali znatniji otpor pokušajima podjele ratne krivnje i izjednačavanja ratnih zločina, nego su ih tolerirali iz neznanja ili nekompetencije, u prvoj godini mandata Stjepana Mesića 12 generala potpisalo je otvoreno pismo kojim između ostaloga traže:
Mesić je reagirao s umirovljenjem generala, na što su reakcije bile dvojake, Ivica Račan podržao je Mesića, Andrija Hebrang kritizirao je Mesića:
Do drugostupanjske oslobađajuće presude generalima Gotovini i Markaču (Čermak je oslobođen ranije), skoro punih 12 godina, nastavljen je pritisak dijela hrvatskih medija u cilju negativizacije odnosno kriminalizacije Domovinskog rata, za što je primjer kratkotrajno dostupni članak Jutarnjega lista novinarke Snježane Pavić u kojemu napominje kako se zapravo radi o suđenju zločinačkoj politici autoritarnog Franje Tuđmana, te da će se presudom konačno staviti točka na "i" utvrđenju ratne Hrvatske kao zemlje koja je počinila organizirani zločin. Nakon objavljivanja oslobađajuće presude članak je nestao s internetskih stranica Jutarnjega lista.
Nakon Mesića došao je Josipović, čije je objašnjenje nastanka rata kao "konglomerata loših politika" kolumnist Ivica Šola oštro osudio:
Nakon što je Josipović izgubio izbore u kojima je tražio drugi mandat, pojavile su se naznake pozitivnog tretmana Domovinskog rata i u prijedlogu predsjednika Županijskog suda u Zagrebu Ivana Turudića, koji je radi zaštite digniteta Domovinskog rata i da bi se smirile tenzije u društvu vidljive i u prosvjedu ratnih veterana u Savskoj 66, u ožujku 2015. predložio da se uvede promjena u Kaznenom zakonu kojim bi se poslala poruka da država štiti najviše društvene vrijednosti poput Domovinskog rata, a kojom bi hrvatskim braniteljima uklonili osjećaj da nisu dovoljno cijenjeni, s obzirom na uvrede koje su pretrpjeli (nazivi kao "neoustaška gamad, gnjide, šatordžije, šatoraši") neusporedive s Amerikom, gdje se nikada ne bi moglo vrijeđati ratne veterane i vojne invalide. Turudić je dao prijedlog "o kojem bi trebalo provesti široku raspravu u kojoj bi se izjasnili pravnici i političari, stručnjaci i šira javnost", po kojem bi poricanje prirode Domovinskog rata bilo kazneno djelo. Predlaže da se propiše kazna od tri ili pet godina zatvora za teze kao što su one "da Domovinski rat nije bio obrambeni, da nije bio agresija nego građanski rat i da cilj Oluje i drugih operacija nije bilo oslobađanje nego etničko čišćenje", teze o "dogovorenom ratu ili ratu smišljenom zbog pljačke". Kažnjiva bi bila tvrdnja da Srbija nije izvršila agresiju na Hrvatsku. Isto tako kažnjiva bi bila tvrdnja da Domovinski rat nije oslobađajući. Turudić je naglasio da se ne namjerava uvesti verbalni delikt kakav je postojao u jugokomunizmu, nego da se pokaže da država štiti najviše društvene vrijednosti kao što je Domovinski rat. Novim zakonom bi se sankcionirali pojedinačni zločini. Zbog toga bi kažnjivi bili "samo najteži oblici kršenja zakona, i to počinjeni s izravnom namjerom, što znači da je potrebno dokazati da je netko htio počiniti kazneno djelo i bio svjestan njegovih posljedica". Ovakvo zakonsko rješenje nije novitet niti precedans u demokratskom svijetu. Slični zakoni postoje u Francuskoj, gdje se sankcionira poricanje ratnih zločina u Alžiru, a u Njemačkoj postoje zakoni kojima se sankcionira poricanje holokausta.

## Bilanca
Do 18. svibnja 2011. godine u Republici Hrvatskoj se je otkrilo 143 masovne grobnice. Najviše ih se nalazi u Vukovarsko-srijemskoj županiji a druga županija po brojnosti istih je Sisačko-moslavačka županija. 1009 se osoba vodi kao nestale, od čega samo na području Sisačko-moslavačke županije njih 236.

## Vojne snage
1992.
- HV: potkraj 1992. u vojsci je bilo 127 966 ljudi[152]
- RSK: 262 tenka, 56 ostalih oklopnih vozila, 1360 topničkih oruđa, 65 000 komada raznog streljačkog oružja[153]
- BiH (Srbi): oko 300 tenkova, 231 topničko oruđe velikog kalibra, 24 zrakoplova, 20 helikoptera, četiri raketna divizijuna PZO-a, veća količina pješačkog oružja i streljiva[154]

1993.
- HV: u vojsci je bilo 116 237 ljudi[152]

1994.
- Hrvatska: 90 884 vojnika,[152] 320 topničkih oruđa za potporu u kalibru od 105 do 203 mm[155]
- RSK: 20 do 25 tisuća vojnika, 300 tenkova, 295 raznih oklopnih bojnih vozila, 360 topničkih oruđa kalibra od 100 i više milimetara[156]
- Bosna i Hercegovina (Armija BiH): 220 000 i svi su u kopnenoj vojsci; 40 tenkova.

1995.
- Hrvatska: između 96 800 i 205 397 vojnika;[152] nakon Bljeska 232 tenka, 40 zrakoplova (26 bojnih), 22 helikoptera (10 bojnih),[155] oko 350 topničkih oruđa[157]
- RSK: oko 43 000 vojnika[156]
- Bosna i Hercegovina: 18 000 i 31 tenk.

## Domovinski rat u medijima
Domovinski rat je tema većeg broja hrvatskih filmova, iako je podzastupljen u odnosu na broj filmova o partizanima snimljen u SFRJ. Najgledaniji film s temom Domovinskog rata i istovremeno najgledaniji hrvatski film u domaćim kinima od 1990. do 2015. je Kako je počeo rat na mom otoku, satiričan prikaz rata Vinka Brešana, najbolji akcijski ratni film je Broj 55 Kristijana Milića.
Stripovi (Super Hrvoje), popularna kultura (sličice Cro-army), filatelija, književna i likovna djela na temu Domovinskog rata. U sklopu Strip revije Večernjeg lista izlazi u srpnju 2014. posebno izdanje stripova na temu Domovinskog rata priznatih hrvatskih strip-crtača (Julio Radilović i dr.)

### Domovinski rat u videoigrama
Godine 1997. je napravljena igrica Free Croatia.
Godine 2005. je razvijana igrica CroArmy koja je trebala biti (FPS), no projekt je zastao. Bila je predviđena da obrađuje "tematiku Hrvatskog Domovinskog rata (rata za neovisnost i osamostaljenje Hrvatske). Namjera projekta je da se što vjernije prikaže teror koji su Srbi vršili nad Hrvatima te Hrvatska čvrsta volja i hrabrost kako bi se izborila samostalnost naše voljene Domovine". Razine su bile napravljene da bi bile što objektivnije po stvarnim događajima i točnom povijesnom slijedu. Još jedna od namjera projekta bila je prikazati hrvatskom narodu što vjernije rat, odati počast hrvatskim braniteljima za ono što su postigli. Bilo je predviđeno da se igra služi engineom TrueVision3D.

## Ostalo
- Jedan od branitelja Vukovara bio je i zagrebački glumac Sven Lasta, koji je 1992. godine napisao čuvenu pjesmu "Piše Sunja Vukovaru".[164]